# نظرية وظيفية (عمارة)

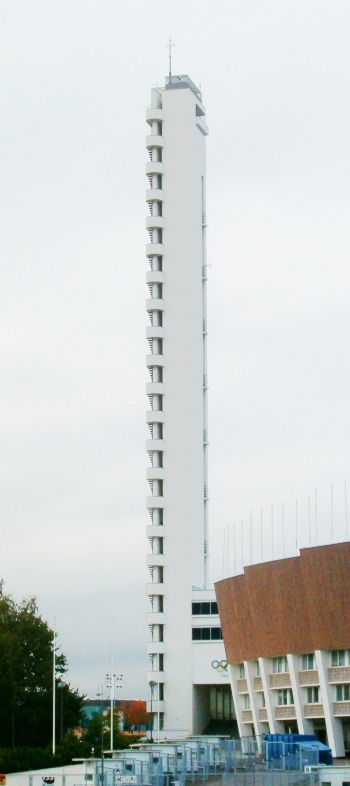
برج "ملعب هلسنكي الأولمبي"، "ليندِغرن" و"يانتي"، بني في الفترة (34–1938).

الوظائفية أو الوظيفية (بالإنجليزية: Functionalism) ، في مجال العمارة هو المبدأ القائل بأنه ينبغي تصميم مبنىً على أساس الغرض المستَهدَف من ذلك المبنى ووظيفته. هذا المبدأ أقلُّ بداهةً وأكثر غموضاً مما يبدو لأول وهلةٍ، الأمر الذي يبعث على الارتباك والجدل داخل المهنة لا سيما فيما يتعلق بالعمارة الحديثة، فالوظيفية كمبدأٍ عامٍّ تكاد تكون بدهيّةً، لأن عنصر المنفعة شرط أساسي يجب استيفاؤه في كل مصنوعات الإنسان، وكذلك في ملاءمة الشكل للوظيفة.

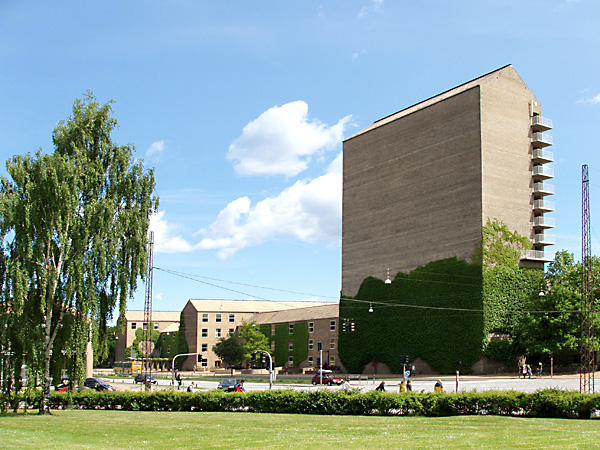
تعد جامعة آرهوس في الدنمارك أحد الأمثلة البارزة على العمارة الوظيفية.

يمكن إرجاع التعبير النظري للوظيفية في المباني إلى «ثالوث ڤيتروڤيان» (بالإنجليزية: Vitruvian triad) [الروماني]، حيث تقف utilitas (تُرجمت بشكلٍ مختلفٍ على أنها «سلعة» أو «راحة» أو «منفعة» (بالإنجليزية: utility)) جنباً إلى جنبٍ مع firmitas (الصلابة (بالإنجليزية: firmness)) وvenustas (الجمال (بالإنجليزية: beauty)) باعتبارها واحدةً من الأهداف الثلاثة التقليدية (الكلاسيكية) للعمارة. كانتِ الآراء الوظيفية نموذجيةً لبعض المهندسين المعماريين القوطيين. على وجه الخصوص كتب Augustus Welby Pugin أنه «يجب ألا تكون هناك ميزات حول المبنى غير ضروريةٍ للراحة أو البناء أو الملاءمة»، و«يجب أن تتكون كل الزخرفة من إثراء البناء الأساسي للمبنى».
والوظيفية هي النظرية الأساسية التي صاحبتِ العمارة الحديثة منذ نشأتها، وقد كان لها أكبر الأثر على مفاهيم العمارة والمعماريين والمهتمين بفن العمارة. بدأتِ الوظيفية كنظريةٍ في العمارة منذ القرن التاسع عشر، وهي تقترن عادةً باسم لوكوربوزييه غير أنها ليست خاصةً به وحده، بل ثمة الكثيرون ممن ساهم في الكتابة عنها ومناقشتها.
غالباً ما يجري تأطير الجدل حول الوظيفية والجماليات كخيارٍ حصريٍّ متبادلٍ، في حين أن هناك في الواقع مهندسين معماريين مثل «ويل برودر»، و«جيمس بولشيك»، و«كين يانج» ممن حاولوا تحقيق أهداف «ڤيتروڤيان» الثلاثة.
في أعقاب الحرب العالمية الأولى ظهرت حركة معمارية وظيفية دولية كجزءٍ من موجة الحداثة. كانت الأفكار مستوحاةً إلى حدٍّ كبيرٍ من الحاجة إلى بناء عالمٍ جديدٍ وأفضلَ للناس، كما عبرت عنه -بقوةٍ وعلى نطاقٍ واسعٍ- الحركات الاجتماعية والسياسية في أوروبا بعد الحرب العالمية المدمرة للغاية. في هذا الصدد غالباً ما ترتبط العمارة الوظيفية بأفكار الاشتراكية والإنسانية الحديثة. كانت الإضافة الطفيفة الجديدة لهذه الموجة الجديدة من الوظيفية أنه لا ينبغي فقط تصميم المباني والمنازل حول الغرض من الوظيفة، بل يجب كذلك استخدام العمارة كوسيلةٍ لإيجاد عالمٍ أفضلَ وحياةٍ أفضلَ للناس بأوسع معنىً. كان لهذه العمارة الوظيفية الجديدة أقوى تأثيرٍٍ في تشيكوسلوفاكيا، وألمانيا، وبولندا، والاتحاد السوفييتي، وهولندا، واعتباراً من الثلاثينات في الدول الاسكندنافية، وفنلندا أيضاً.
وتعد جامعة آرهوس بالدنمارك من الأمثلة على العمارة الوظيفية.

## تاريخ الوظيفية
في العام 1896 صاغ المهندس المعماري في شيكاغو لويس سوليفان عبارة «الشكل يتبع الوظيفة». ومع ذلك فإن هذا القول المأثور لا يتعلق بالفهم المعاصر لمصطلح «الوظيفة» كمنفعةٍ أو إشباع احتياجات المستخدم، بل بدلاً من ذلك استندت إلى الميتافيزيقيا كتعبيرٍ عن الجوهر العضوي، ويمكن إعادة صياغتها على أنها تعني «القدر».
أثبتتِ الوظيفية أهميتها كنظريةٍ مع حريق شيكاغو والحاجة الملحة لأبنيةٍ تستجيب مباشرةً لمعطيات مرحلة إعادة البناء ومبنية على أسسٍ علميةٍ ومنطقيةٍ واضحةٍ لا مجال للزيف فيها، وقد اختلط مفهوم الوظيفية في بداية القرن العشرين وفي أوروبا بالذات بمفهوم الألية في العمارة، وما رافقه من إعجاب الجمهور بوظيفة الآلات ودقتها ما حدا بالكثيرين إلى استعارة أشكالها لاستخدامها في المباني بغية إطلاق صفة الآلة على المبنى إمعاناً في هذا الإعجاب، وما ينطوي عليه من تكريسٍ لمفهوم الوظيفية في هذا المجال، وما ينبثق عن هذا من تأكيدٍ بأن شكل الآلات إنما هو نابع في الأصل من وظيفتها، ولم تكُ لتصل إلى ما وصلت إليه من دقةٍ لولا هذه المطابقة الأساسية.
في منتصف الثلاثينات من القرن الماضي بدأت مناقشة الوظيفية كمقاربةٍ جماليةٍ بدلاً منها كمسألة تكامل التصميم (الاستخدام). جرى دمج فكرة الوظيفية مع الافتقار إلى الزخرفة، وهي قضية مختلفة. لقد أصبح مصطلحاً ازدرائياً مرتبطاً بأكثر الطرق فجاجةً ووحشيةً لتغطية الفضاء مثل المباني التجارية الرخيصة والسقائف، ثم استخدم أخيراً -على سبيل المثال- في النقد الأكاديمي لقباب «بكمينستر فولر» الجيوديزية، وببساطةٍ كمرادفٍ لـ«أخرق».
أما في الفترة ما بين الحربين فقد أثبتت الوظيفية جدواها وفعاليتها في الرد على احتياجات الناس ولئن لاقت بعض الجمود في الحرب العالمية الثانية، فذلك لأنها عانت من سوء فهم البعض لها، ومحاولة تغطية عجزهم عن التحليل والدراسة العلمية الحقيقية أو بسبب ادعاء الوظيفية في أعمالهم. لقد اتهمت الوظيفية في كثير من مراحلها بالجمود والعجز باعتمادها على أحتياجات الناس المادية والمادية فقط، وتحويل القضية المعمارية إلى مسألةٍ حسابيةٍ أخرى. إن هذا الاتهام إن هو -في الواقع- إلا فهم ناقص لهذه النظرية، ومن مفهومها الضيق فقط.
لمدة سبعين عاماً اعتقد المهندس المعمار الأمريكي المؤثر «فيليب جونسون» أن المهنة لا تتحمل أية مسؤوليةٍ وظيفيةٍ على الإطلاق، وهذه واحدة من وجهات النظر العديدة اليوم. يعتمد موقف المهندس المعمار ما بعد الحداثي «بيتر آيزنمان» على أساسٍ نظريٍّ معادٍ للمستخدم، بل وأكثر تطرفاً: «أنا لا أقوم بوظيفة.»

## الحداثة
تتأثر المفاهيم الشائعة للعمارة الحديثة إلى حدٍّ كبيرٍ بعمل المهندس المعمار الفرنسي السويسري «لو كوربوزييه» Le Corbusier، والمهندس المعمار الألماني «ميس فان دير رًوِه». كلاهما كانا وظيفيين على الأقل إلى حد أن مبانيهما كانت تبسيطاتٍ جذريةً للأنماط السالفة. في العام 1923 كان «ميس فان دير روه» يعمل في مدينة فايمار في ألمانيا، وكان قد بدأ حياته المهنية في إنتاج هياكلَ مبسطةٍ بشكلٍ جذريٍّ ومفصلةٍ بشكلٍ محببٍ، والتي حققت هدف سوليفان المتمثل في الجمال المعماري المتأصل. وقال «لو كوربوزييه» الشهير: «المنزل آلة للعيش فيه»، ولقد كان كتابه في العام 1923 «نحو العمارة» Vers une architecture -ولا يزال- مؤثراً للغاية، ويُنظر إلى أعماله المبكرة مثل «ڤيلا سافوي» Villa Savoye في «بواسي» Poissy في فرنسا على أنها وظيفية نموذجية.

## في أوروبا

### تشيكوسلوفاكيا
كانت تشيكوسلوفاكيا السابقة من أوائل المتبنين للأسلوب الوظيفي، مع أمثلةٍ بارزةٍ مثل «ڤيلا توجندهات» في «برنو» التي صممها «ميس فان دير روه» في العام 1928، و«ڤيلا مولر» في براغ التي صممها «أدولف لوس» في العام 1930، ومعظم مدينة «ازلين» Zlin التي طورتها شركة باتا Bata للأحذية كمدينةٍ مصنعٍ في عشرينات القرن الماضي وصممها «فرانتيسك ليدي غاهورا» طالب لو كوربوزييه.
يمكن العثور على العديد من الڤلل، والمباني السكنية، والديكورات الداخلية، والمصانع، والمجمعات المكتبية، والمتاجر متعددة الأقسام بأسلوبٍ وظيفيٍّ في جميع أنحاء البلاد، والتي تحولت إلى التصنيع بسرعةٍ في أوائل القرن العشرين بينما احتضنتِ الهندسة المعمارية "طراز باوهاوس" «Bauhaus-style» الذي ظهر بشكلٍ متزامنٍ في ألمانيا. تحتوي الامتدادات الحضرية الكبيرة لمدينة «برنو» على وجه الخصوص على العديد من المباني السكنية بأسلوبٍ وظيفيٍ، في حين إن التصميمات الداخلية المحلية ل"أدولف لوس Adolf Loos في "ابلزن" Plzeň
 تتميز كذلك بتطبيقها للمبادئ الوظيفية.

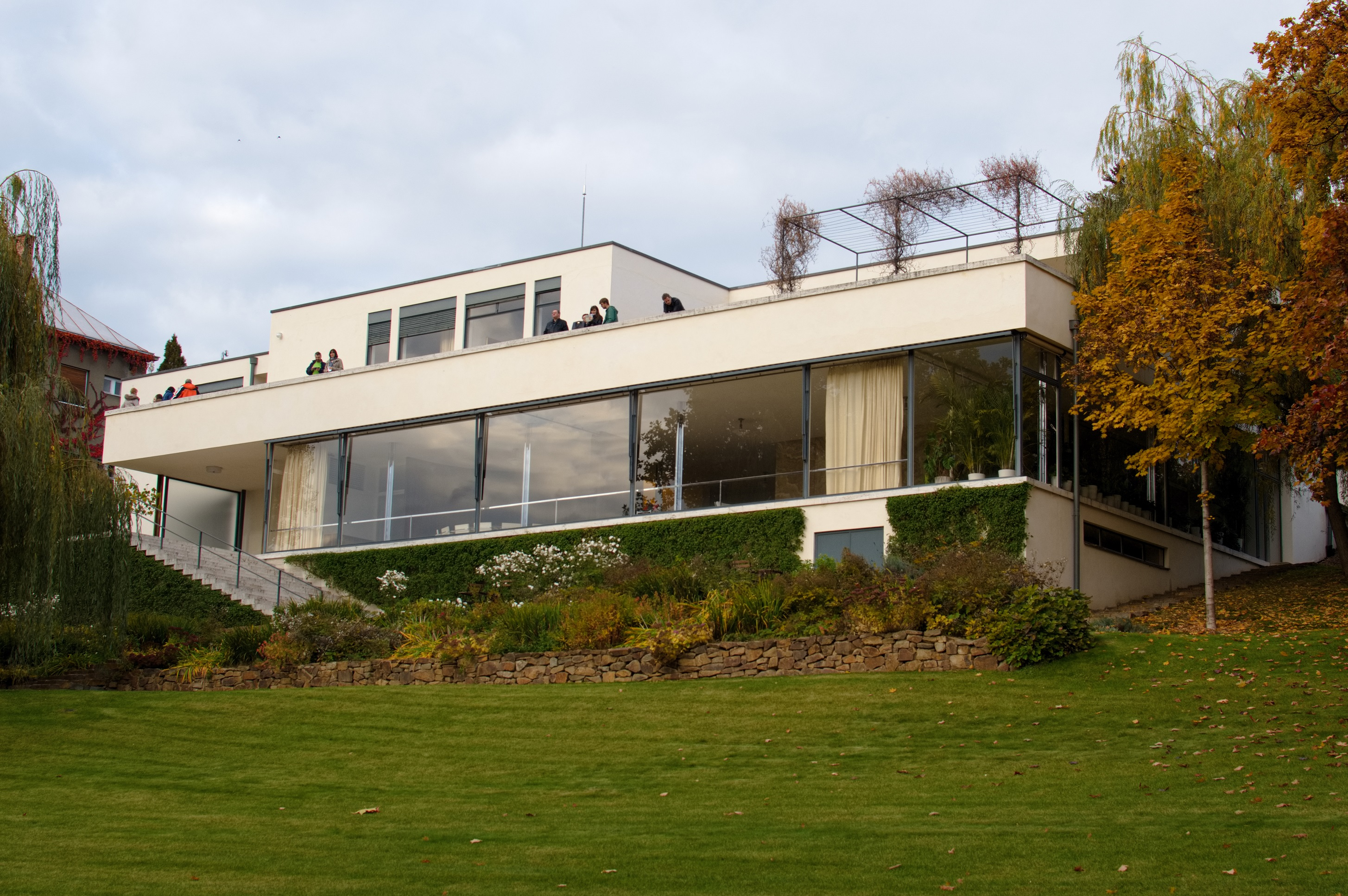
"فيلا توجندهات"، (برنو)، 1928، تصميم لودفيج ميس فان دير روه.
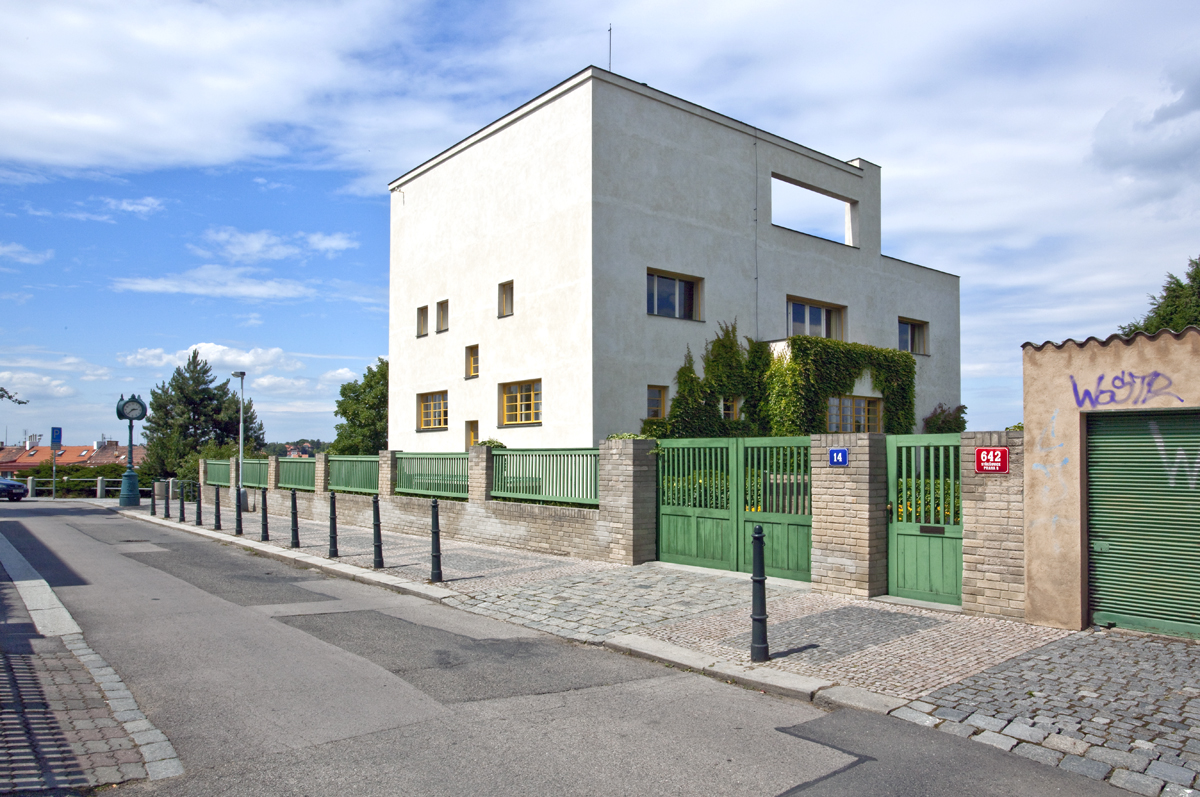
"فيلا مولر"، براغ، 1930، تصميم أدولف لوس.
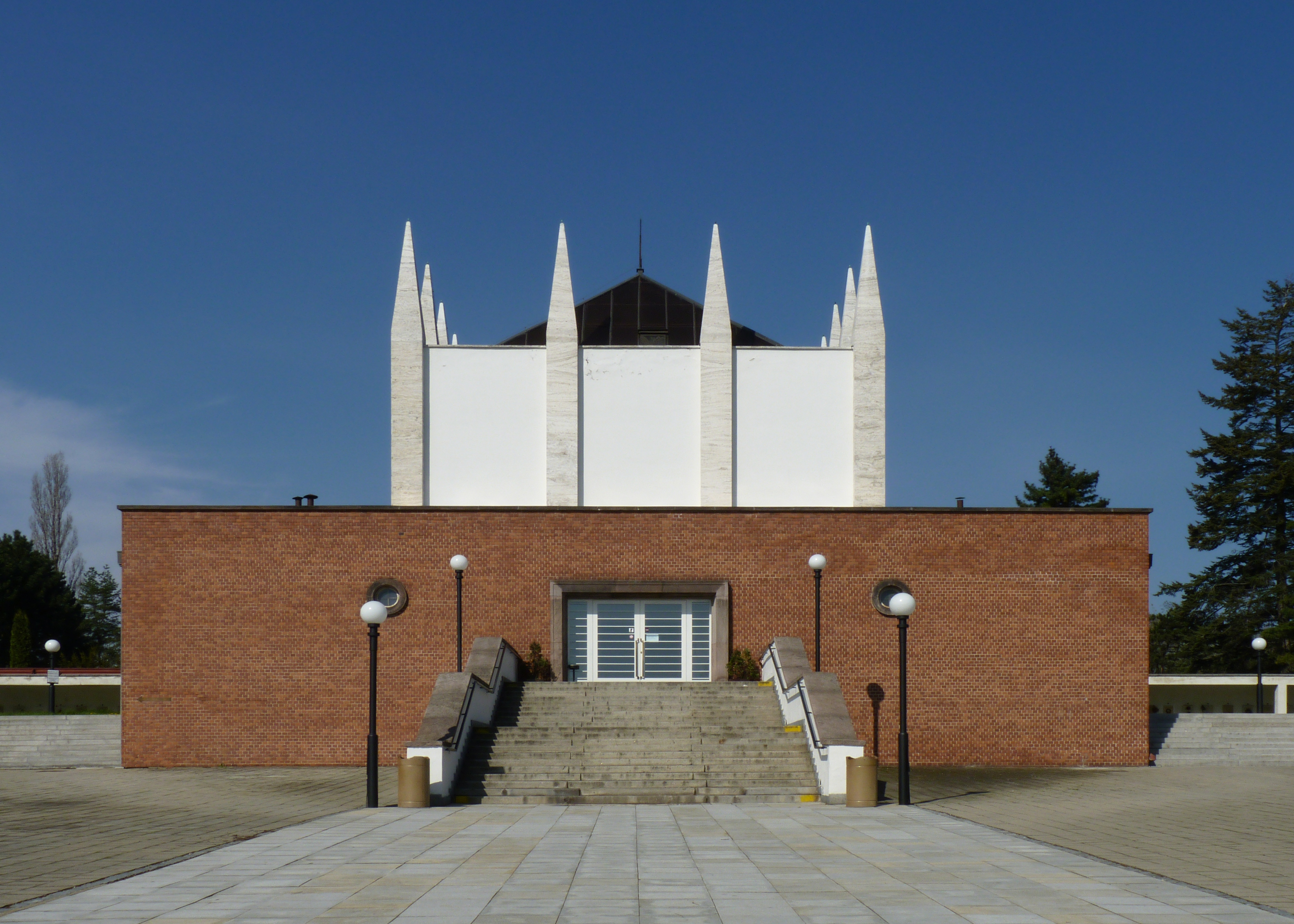
محرقة برنو[12] برنو، 1930، تصميم إرنست فيسنر Ernst Wiesner.
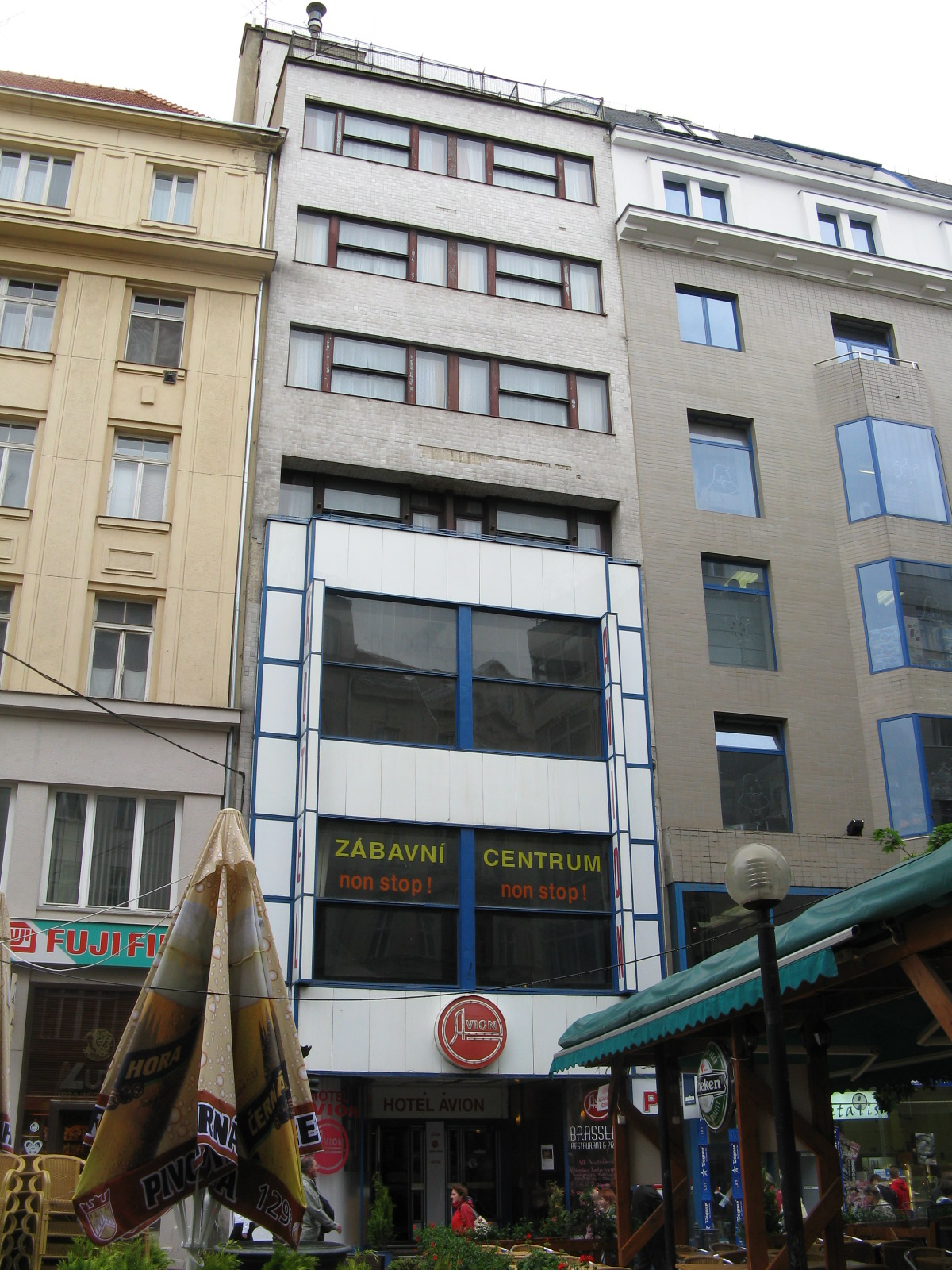
فندق أفيون، "برنو"، 1928، تصمميم "بوهوسلاف فوكس".
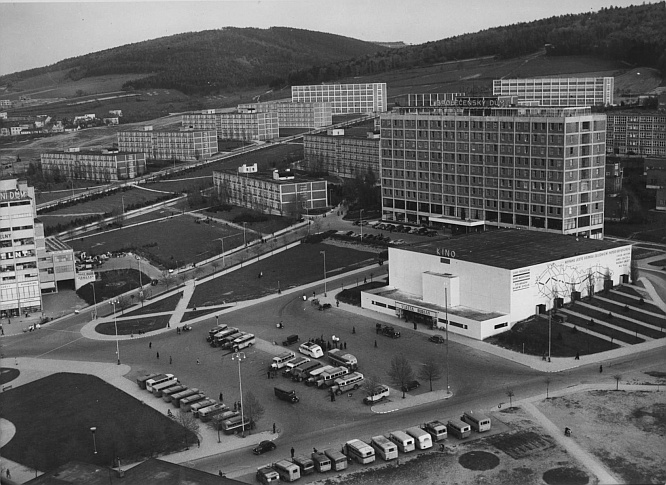
مدينة "ازلين"، جمهورية التشيك، مدينة مصنع بنتها باتا Bata (شركة أحذية).
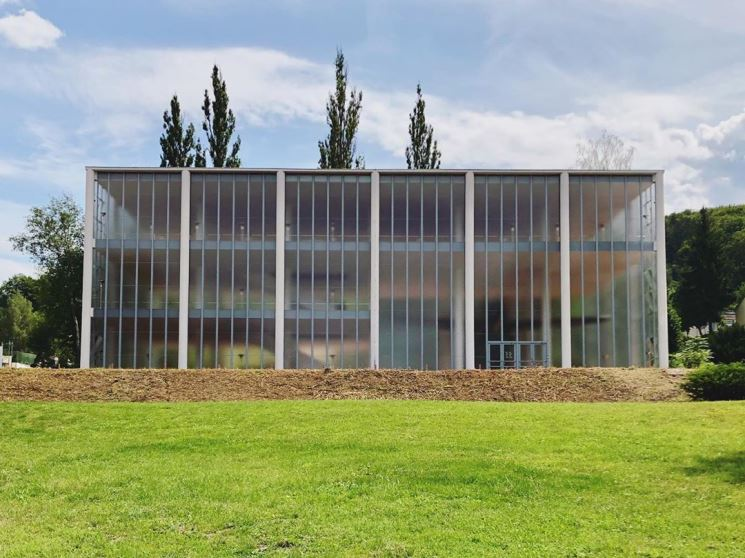
نصب توماس باتا التذكاري، "ازلين"، 1933، تصميم "فرانتيسك ليدي غاهورا".

### الفانكيس الشمالي

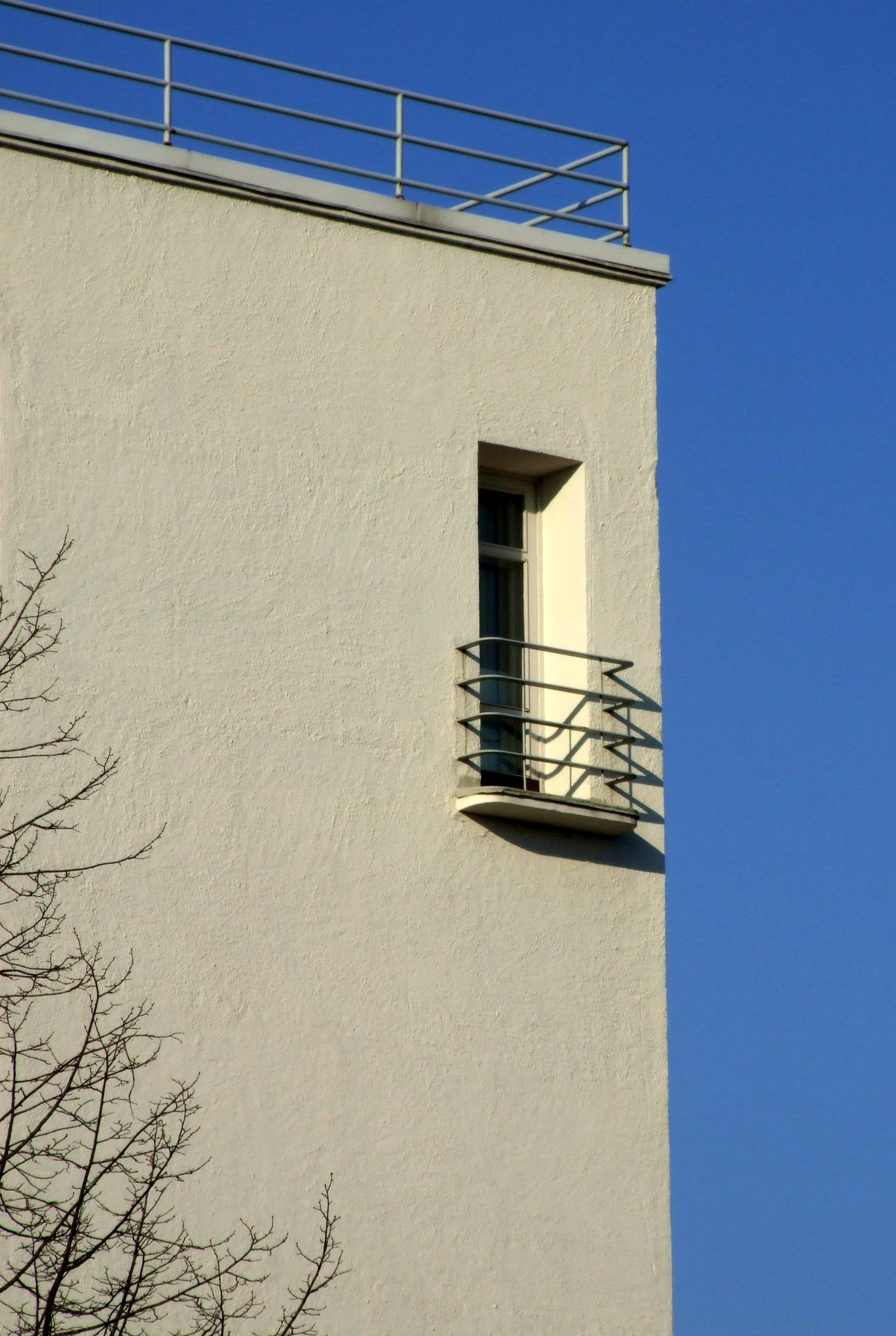
سور [معدني] نموذجي، وسقف مسطح، وجصّ، وتفاصيل ملونة، في «فانكيس شمالي» Nordic funkis (مستودع ومكاتب SOK (شركة)، 1938، فنلندا).

في الدول الاسكندنافية وفنلندا أضحتِ الحركة الدولية وأفكار العمارة الحداثية معروفةً على نطاقٍ واسعٍ بين المهندسين المعماريين في معرض استوكهولم في العام 1930 بتوجيهٍ من المخرج والمهندس المعماري السويدي «جونار أسبلوند». جمع المهندسون المعماريون المتحمسون أفكارهم وإلهامهم في بيان acceptera، وفي السنوات التي تلت ظهرت بنية وظيفية في جميع أنحاء الدول الاسكندنافية. يتضمن هذا النوع بعض السمات الخاصة التي تنفرد بها الدول الاسكندنافية، والتي غالباً ما يشار إليها باسم «الفانْكيس» funkis لتمييزها عن الوظيفية بشكلٍ عامٍّ. تتمثل بعض السمات المشتركة في الأسقف المسطحة، والجدران الجصية، والزجاج المعماري، والغرف المضاءة جيداً، والتعبير الصناعي، والتفاصيل المستوحاة من البحر بما في ذلك النوافذ المستديرة. أدت أزمة سوق الأسهم العالمية والانهيار الاقتصادي في العام 1929 إلى الحاجة لاستخدام موادَّ ميسورة التكلفة مثل الطوب، والخرسانة، والبناء بسرعةٍ وكفاءةٍ. أصبحت هذه الاحتياجات توقيعاً آخر للنسخة الاسكندنافية من العمارة الوظيفية لا سيما في المباني من الثلاثينات، وانتقلت إلى العمارة الحديثة عندما أضحى الإنتاج التسلسلي الصناعي أكثر انتشاراً بعد الحرب العالمية الثانية.
مثل معظم الأساليب المعمارية كان الفانكيس الشمالي Nordic funkis دولياً في نطاقه، وقام العديد من المهندسين المعماريين بتصميم مباني «الفانكيس الشمالي» في جميع أنحاء المنطقة. كان من بين المهندسين المعماريين الأكثر نشاطاً الذين يعملون دولياً بهذا الأسلوب «إدڤارد هابيرغ» Edvard Heiberg، «وأرني جاكوبسن» Arne Jacobsen، و«ألڤار آلتو» Alvar Aalto. يظهر «الفونكيس الشمالي» بشكلٍ بارزٍ في العمارة الحضرية الاسكندنافية حيث انفجرت الحاجة إلى الإسكان الحضري والمؤسسات الجديدة لدول الرفاهية المتنامية بعد الحرب العالمية الثانية. كان «الفانكيس الشمالي» في ذروته في ثلاثينات وأربعينات القرن العشرين، ولكن استمر بناء العمارة الوظيفية لفترةٍ طويلةٍ في الستينات. ومع ذلك تميل هذه المنشآت اللاحقة إلى تصنيفها على أنها «حداثة» modernism في سياقٍ شمالي.

#### الدنمارك
كان «فيلهلم لوريتزن»، و«آرني جاكوبسن»، و«سي. كان مولر» من بين المهندسين المعماريين الدنماركيين الأكثر نشاطاً وتأثيراً في الأفكار الوظيفية الجديدة، وقد وسّع «آرن جاكوبسن»، و«بول كيارهولم»، و«كار كلينت» وغيرهم النهج الجديد للتصميم بشكلٍ عامٍّ، وعلى الأخص الأثاث الذي تطور ليغدوَ دنماركياً حديثاً. يجري أحياناً تضمين بعض المصممين والفنانين الدنماركيين الذين لم يعملوا كمهندسين معماريين في الحركة الوظيفية الدنماركية مثل Finn Juhl، وLouis Poulsen، وPoul Henningsen. كان الطوب في الدنمارك مفضلاً إلى حدٍّ كبيرٍ على الخرسانة المسلحة كمواد بناءٍ، وشمل ذلك مباني الفانكيس. وبصرف النظر عن المؤسسات والمجمعات السكنية بني أكثر من مئة ألف منزل عائلةٍ واحدةٍ من منازل الفانكيس خلال الأعوام 25-1945. ومع ذلك فغالباً ما جرى التعامل مع تصميم فانكيس المخصص بحذرٍ حقاً. تضمن العديد من المباني السكنية بعض عناصر الفانكيس المميزة فقط مثل النوافذ المستديرة، أو نوافذ الزاوية، أو الزجاج المعماري للإشارة إلى الحداثة وعدم استفزاز التقليديين المحافظين كثيراً. هذا الفرع من النهج المقيد لتصميم الفانكيس أنشأ النسخة الدنماركية من مبنى البنغل.

من الأمثلة الرائعة على العمارة الوظيفية الدنماركية محطة مطار كاستروب 1939 المدرجة الآن من قبل «فيلهلم لوريتزين»، و«جامعة آرهوس» (تصميم CF Møller وآخرون)، وAarhus City Hall (تصميم Arne Jacobsen وآخرون) بما في ذلك الأثاث والمصابيح المصممة خصيصاً لهذه المباني بروحٍ وظيفيةٍ. تبلغ مساحة أكبر مجمعٍ وظيفيٍّ في بلدان الشمال الأوروبي ثلاثين ألف م2 وهو مجمع «هوستروبس» السكني في كوبنهاغن.

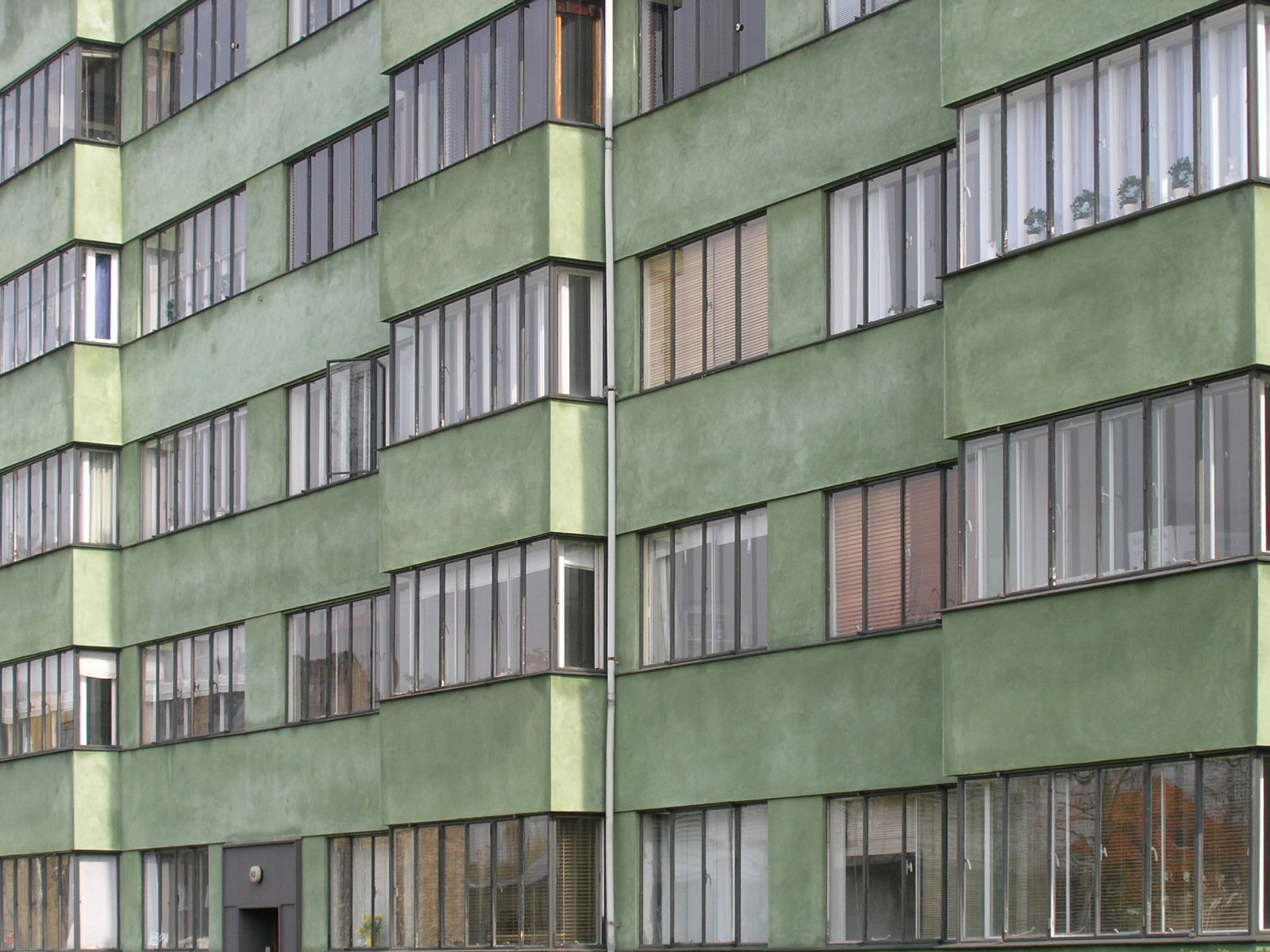
بيت الفانكيس الأخضر، (1932)، "فريدريكسبيرغ"، الفانكيس المبكر، تفاصيل الواجهة.
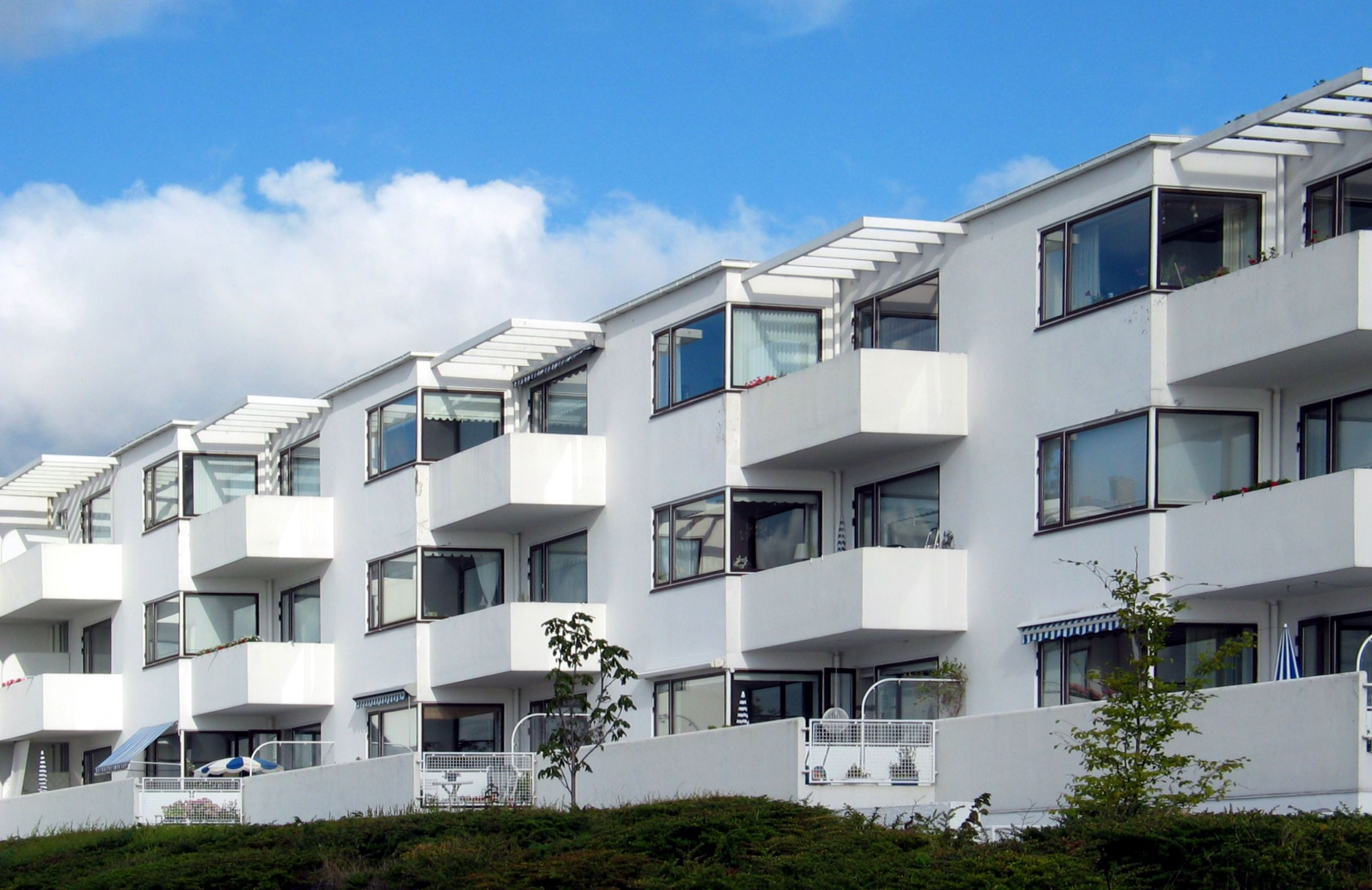
عقارات "بيلافيستا" السكنية، "آرني جاكوبسن"، (1934)، "كلامبينبورغ".
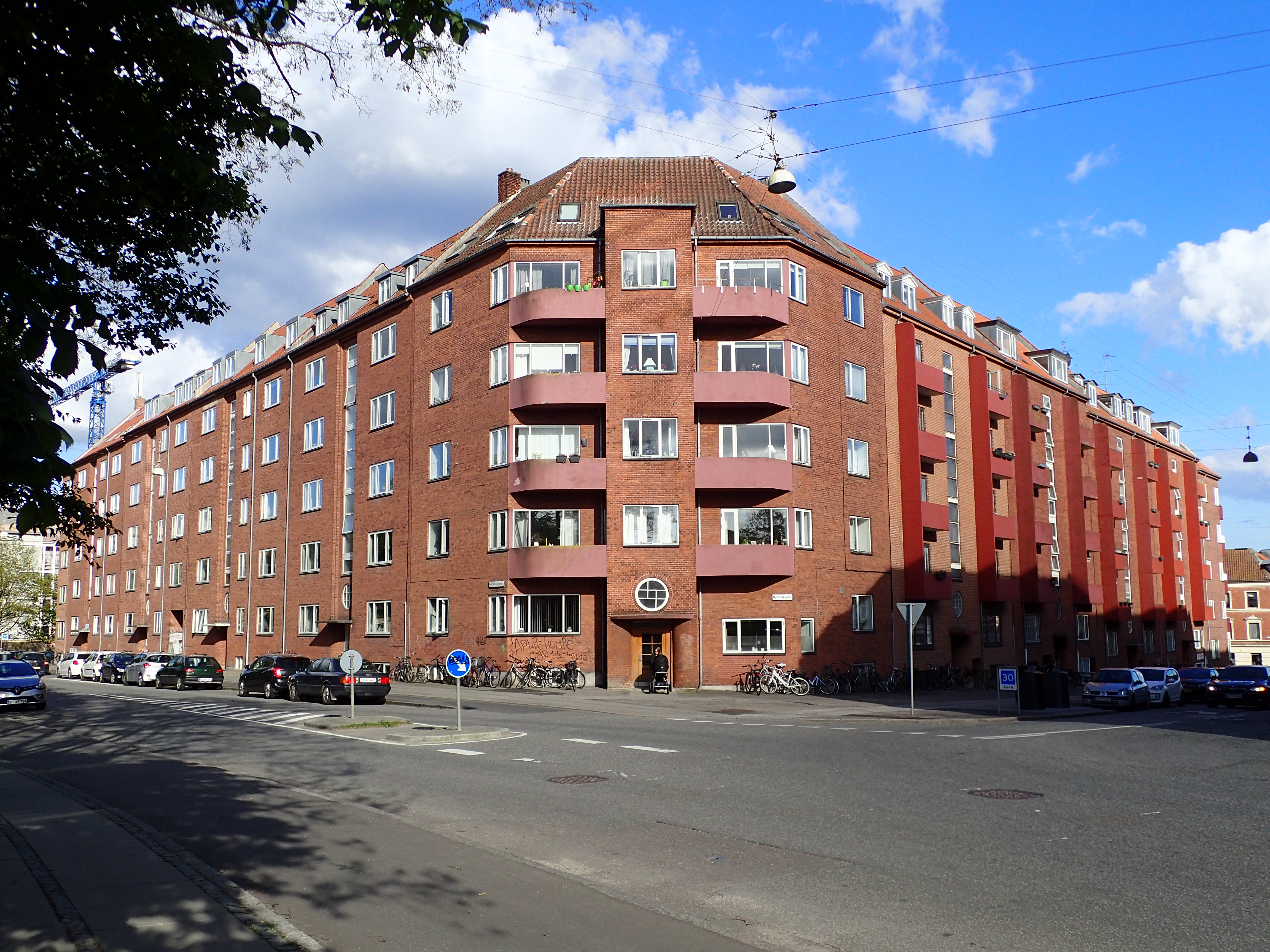
"باكيجاردن"، (35-1938)، "آرهوس".
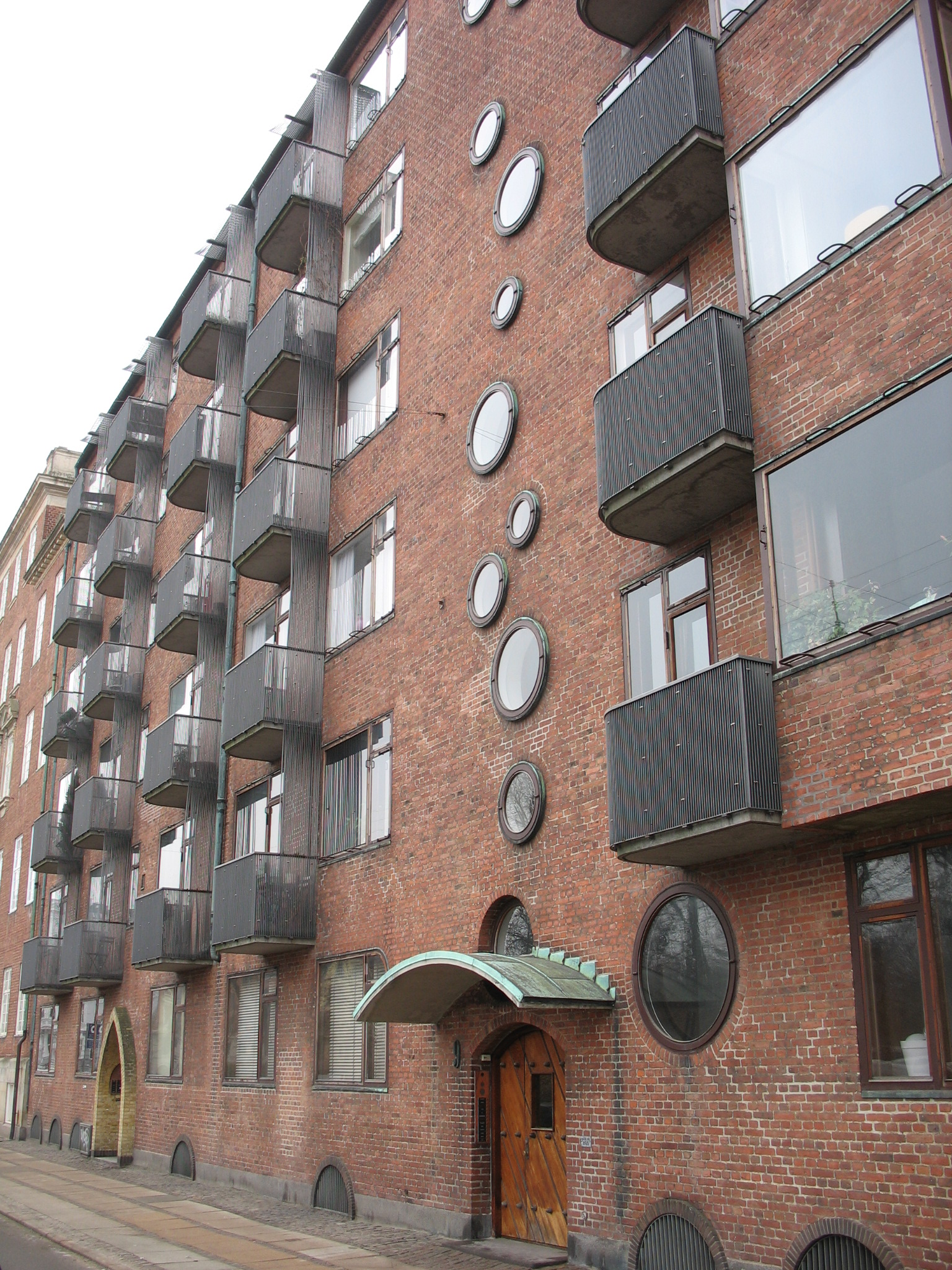
"شامبانهوسِت"، Champagnehuset، عام (1936)، كوبنهاغن.
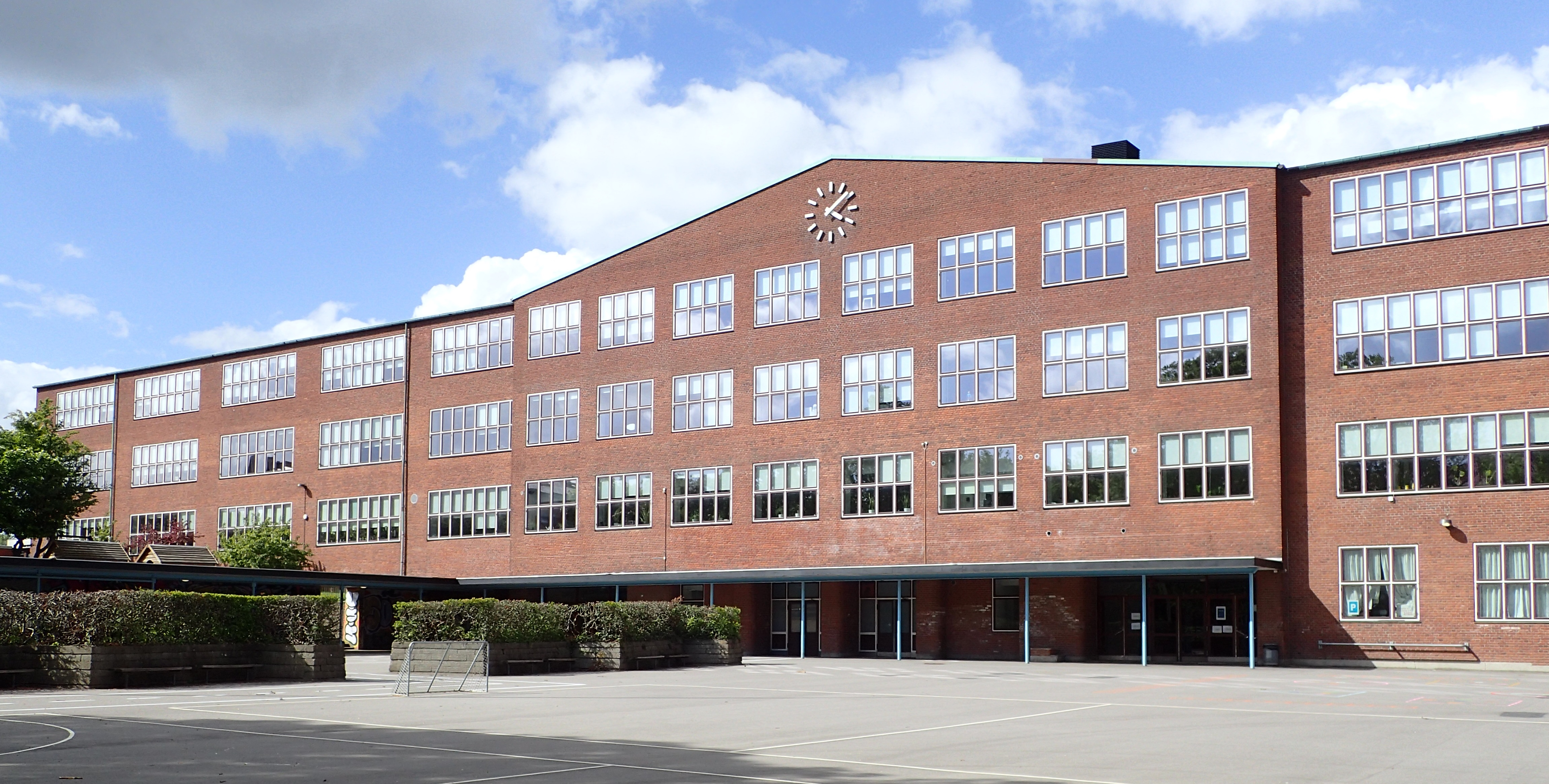
اسكوفانغسكولن Skovvangsskolen، عام (1937)، "آرهوس".
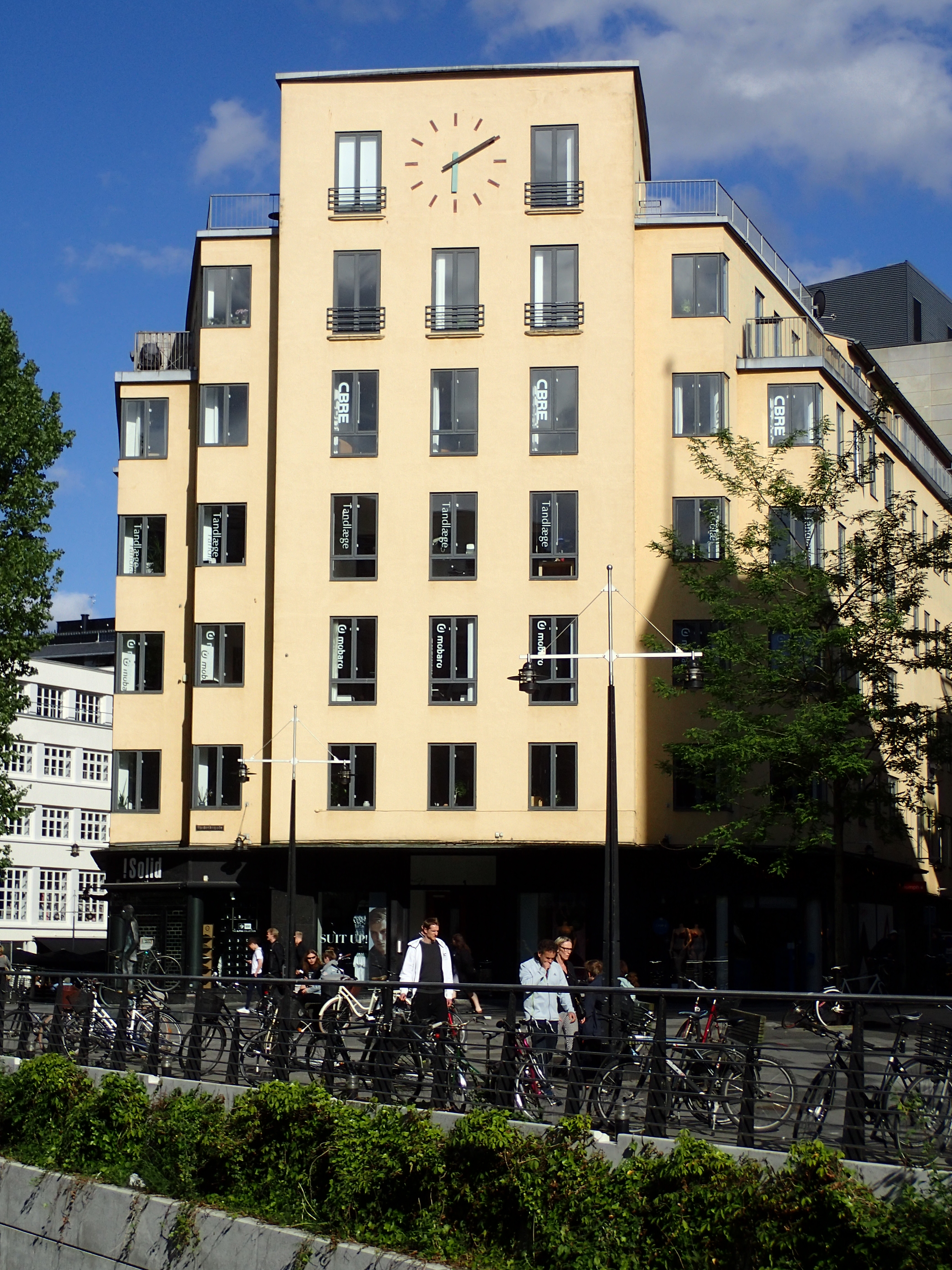
غريدريكسغاده Frederiksgade، رقم 1، (1939)، "آرهوس".
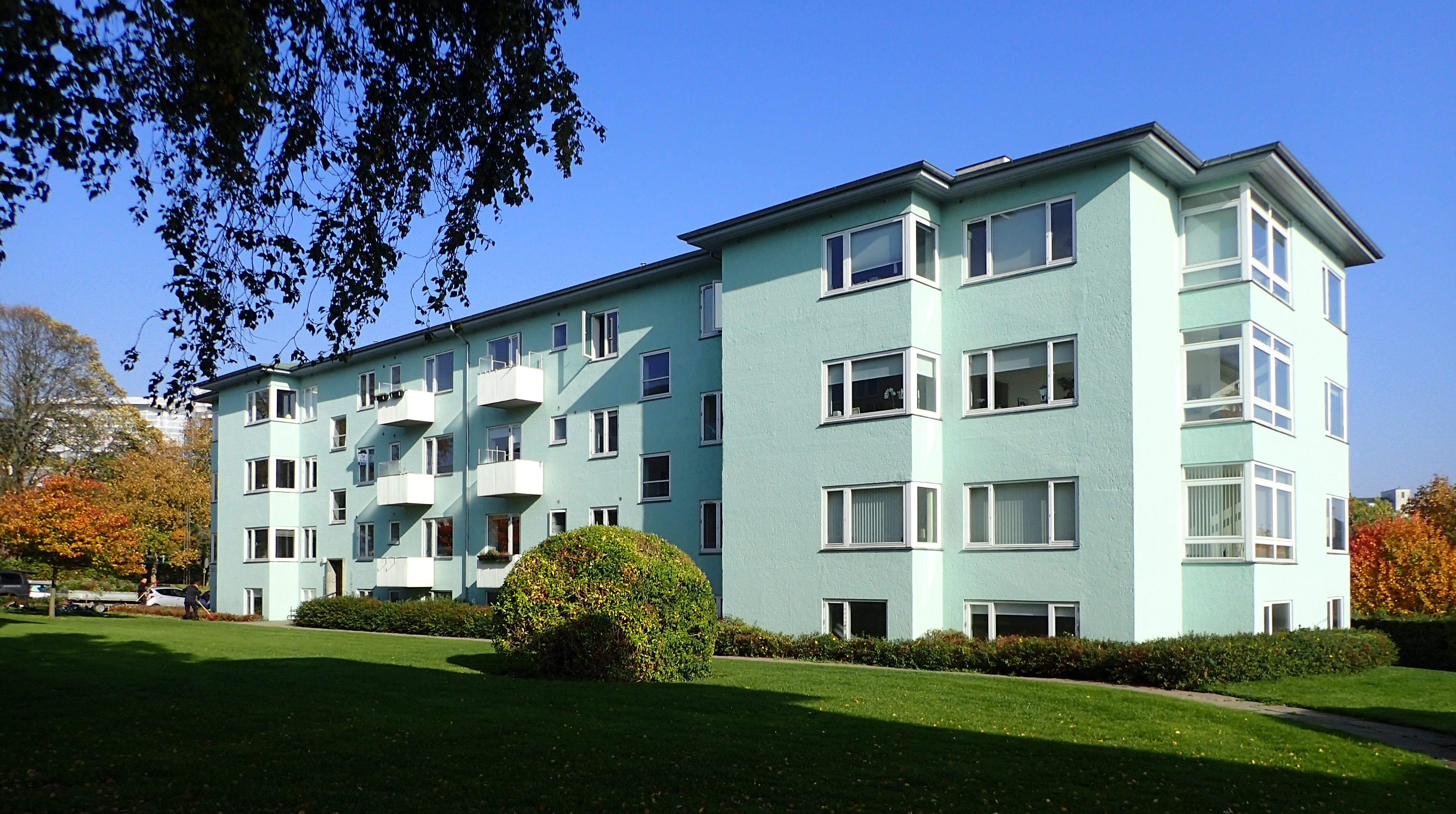
ستراندباركن Strandparken، عام (1938)، ألوان باستيل نموذجية للجص، "آهوس".
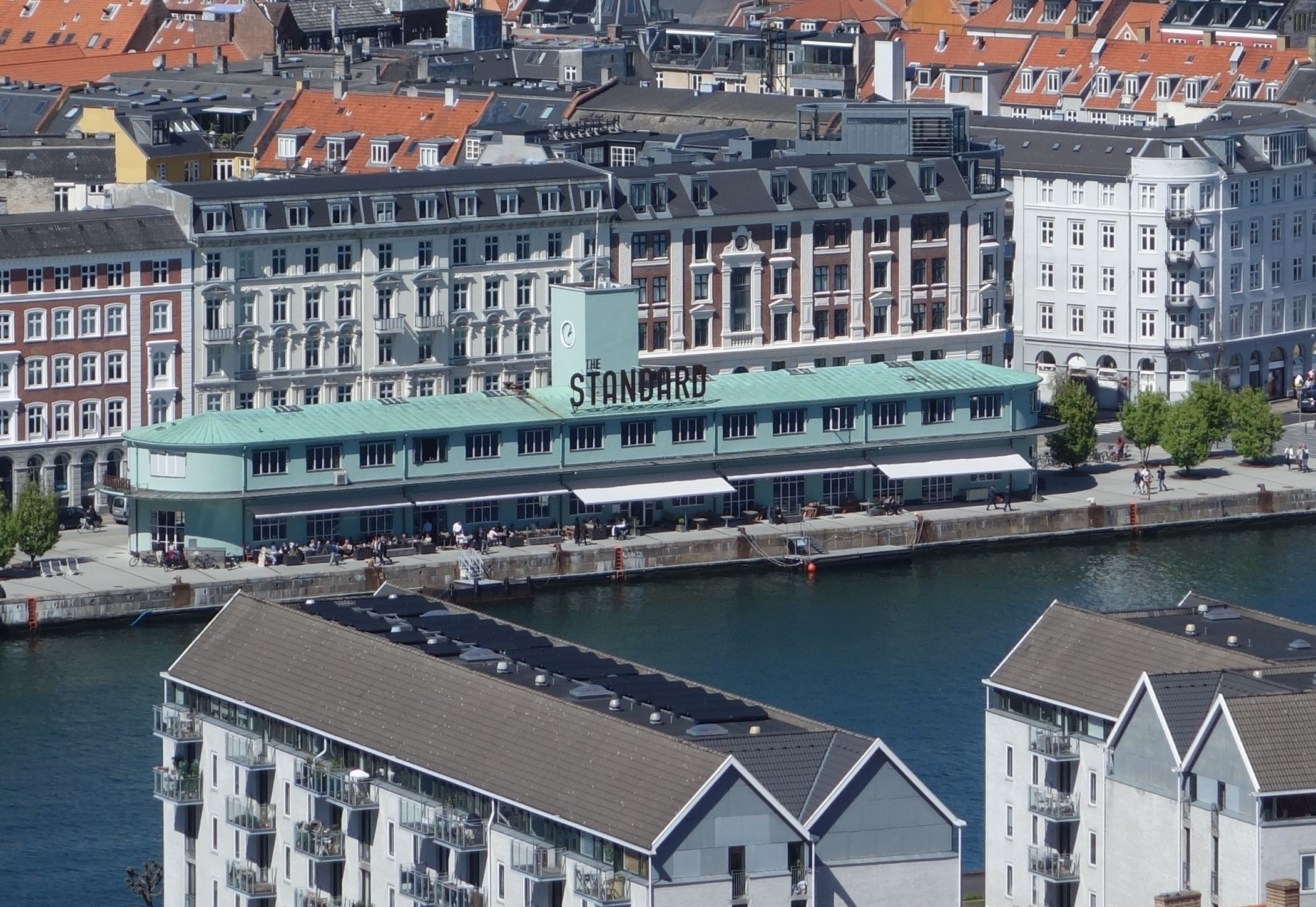
المعيار، (1937)، كوبنهاغن، مركز الجمارك السابق.
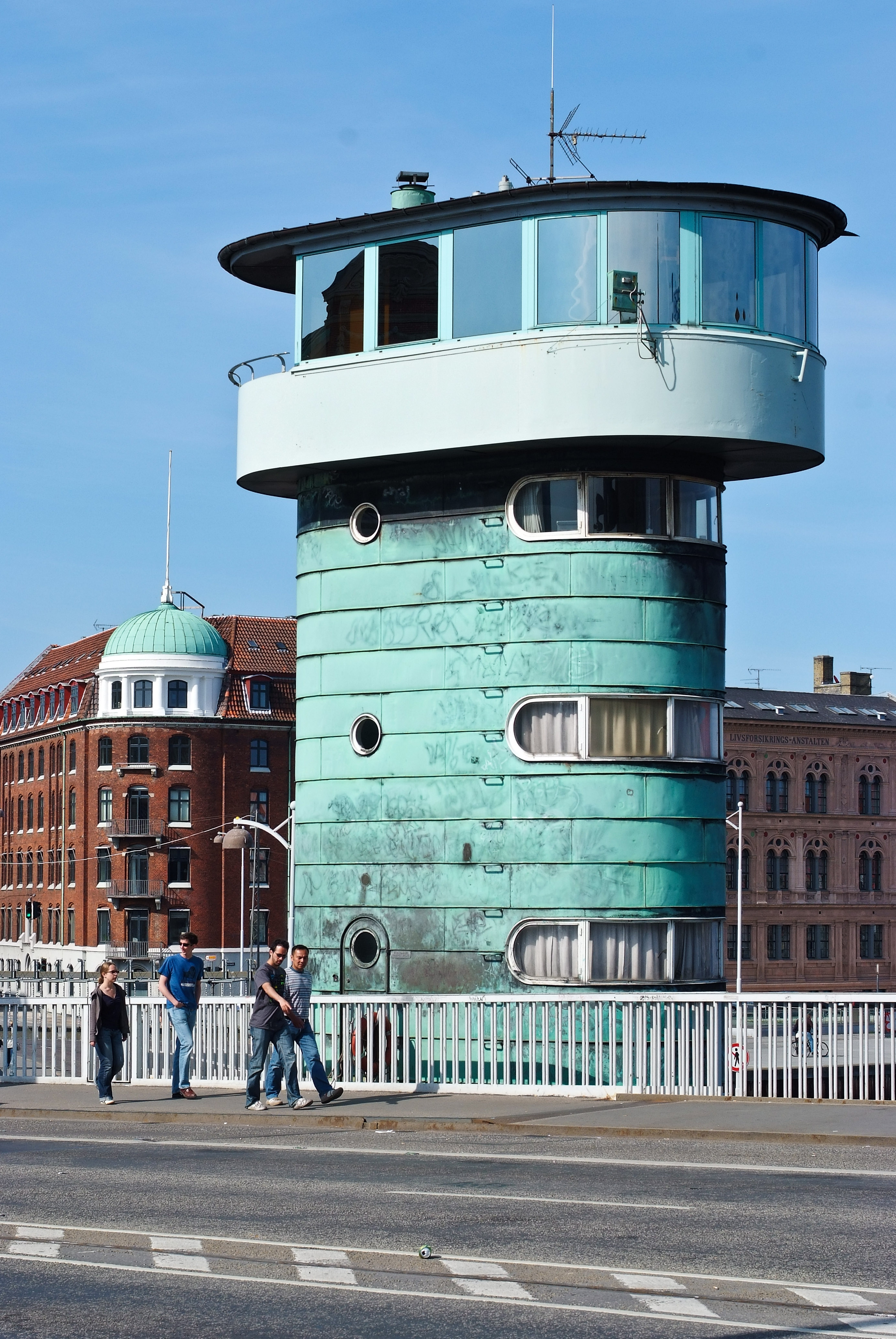
جسر "كنيبلسبرو" Knippelsbro، عام (1935)، كوبنهاغن.
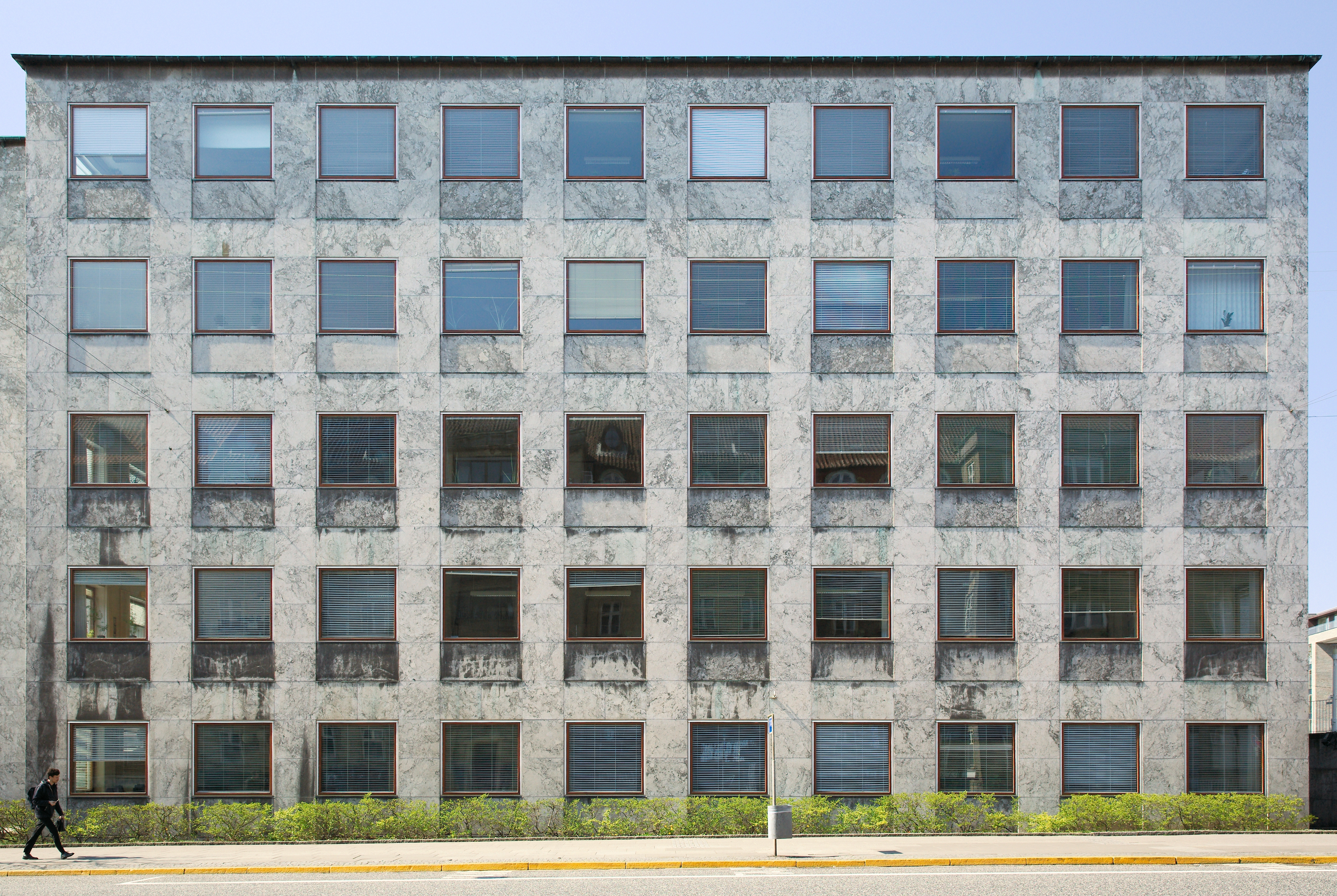
،مجلس مدينة آرهوس، (1941)، واجهة رخامية، "آرهوس".
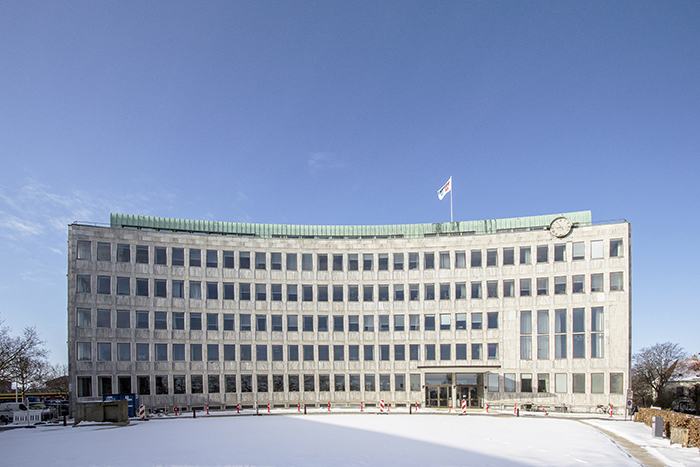
مجلس مدينة لينجبي، (1941)، "لينجبي".
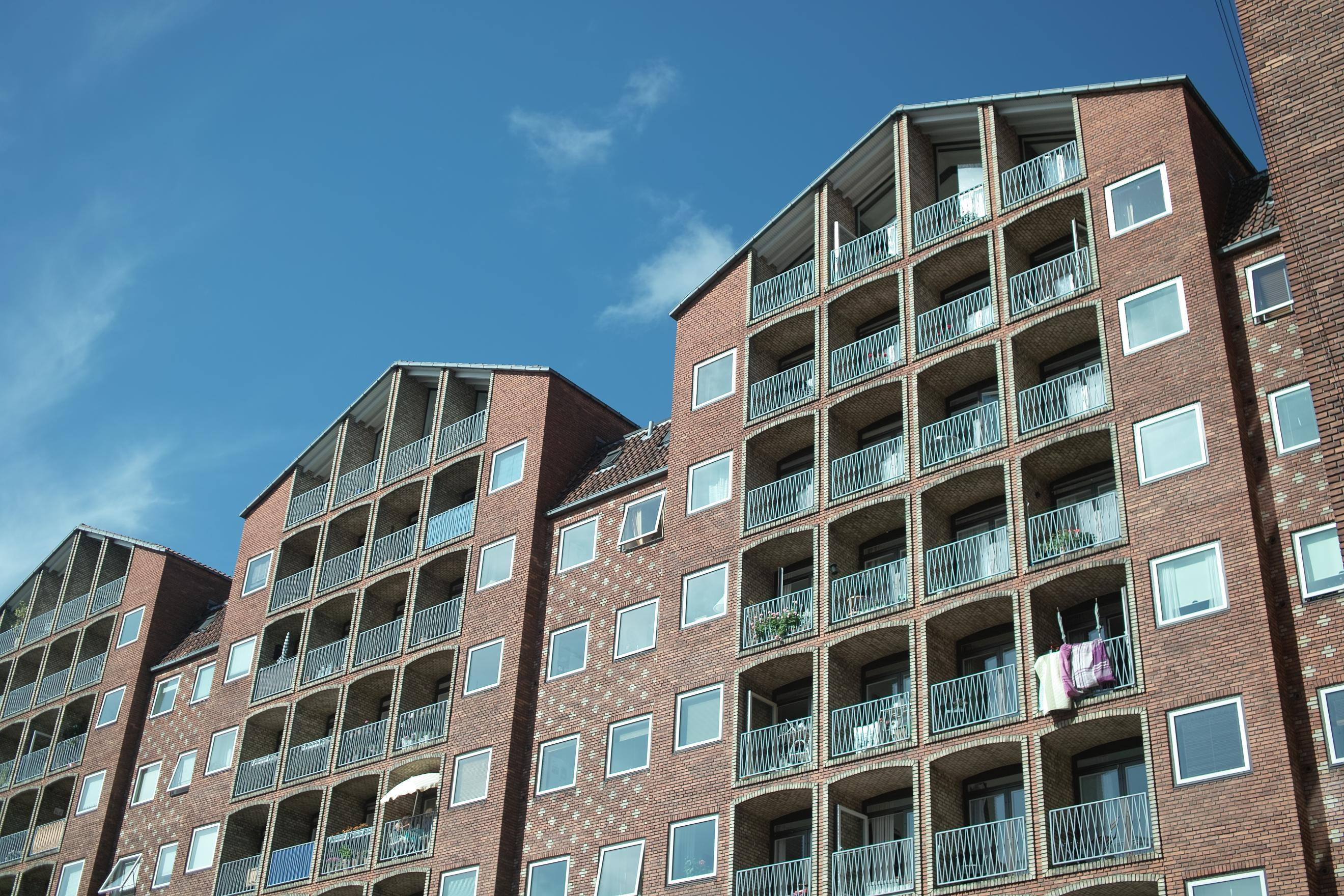
درونينغغاردن Dronningegården، عام (1958)، كوبنهاغن، أواخر الفانكيس.
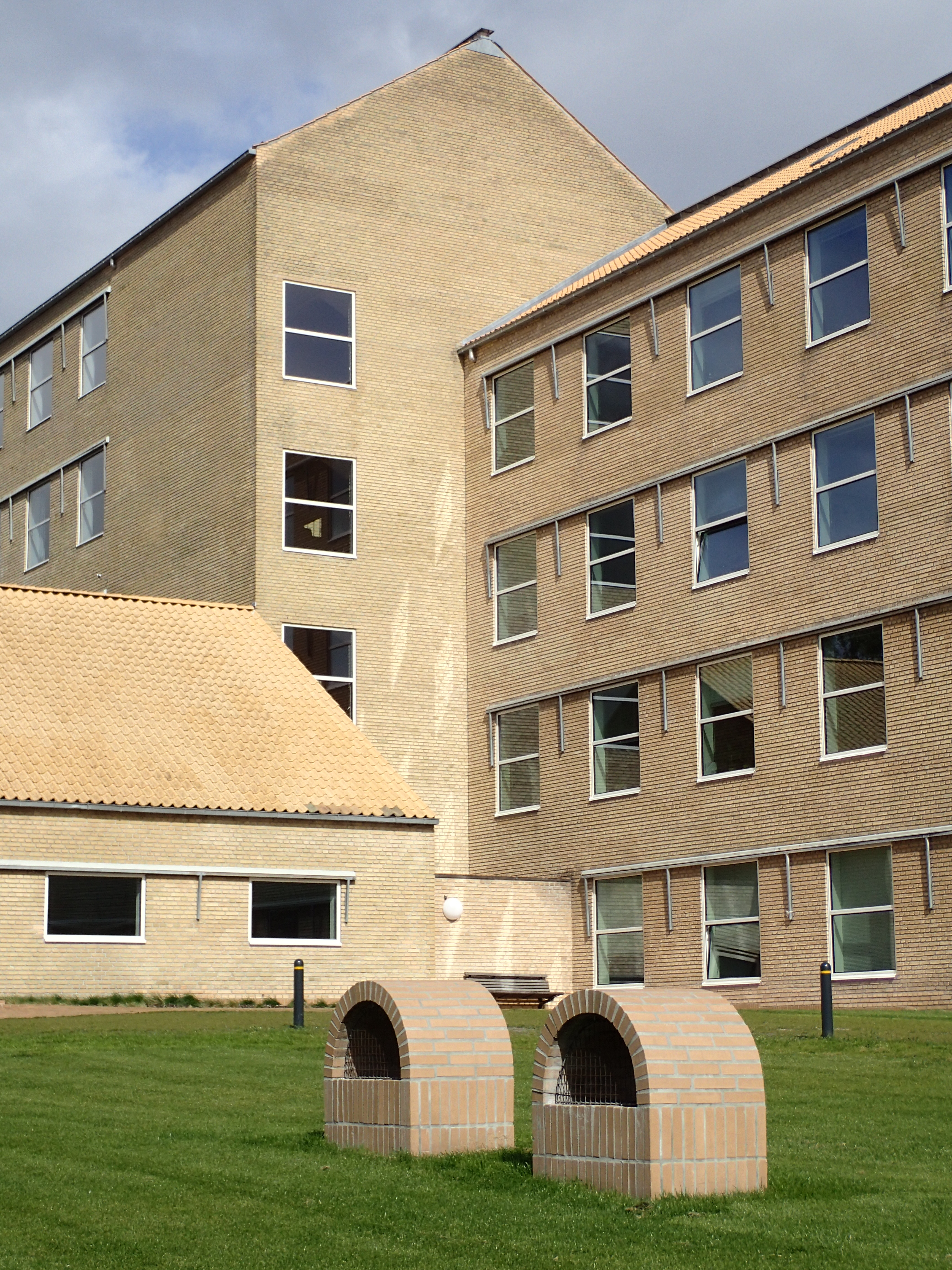
جامعة آرهوس، (1933 فصاعداً).
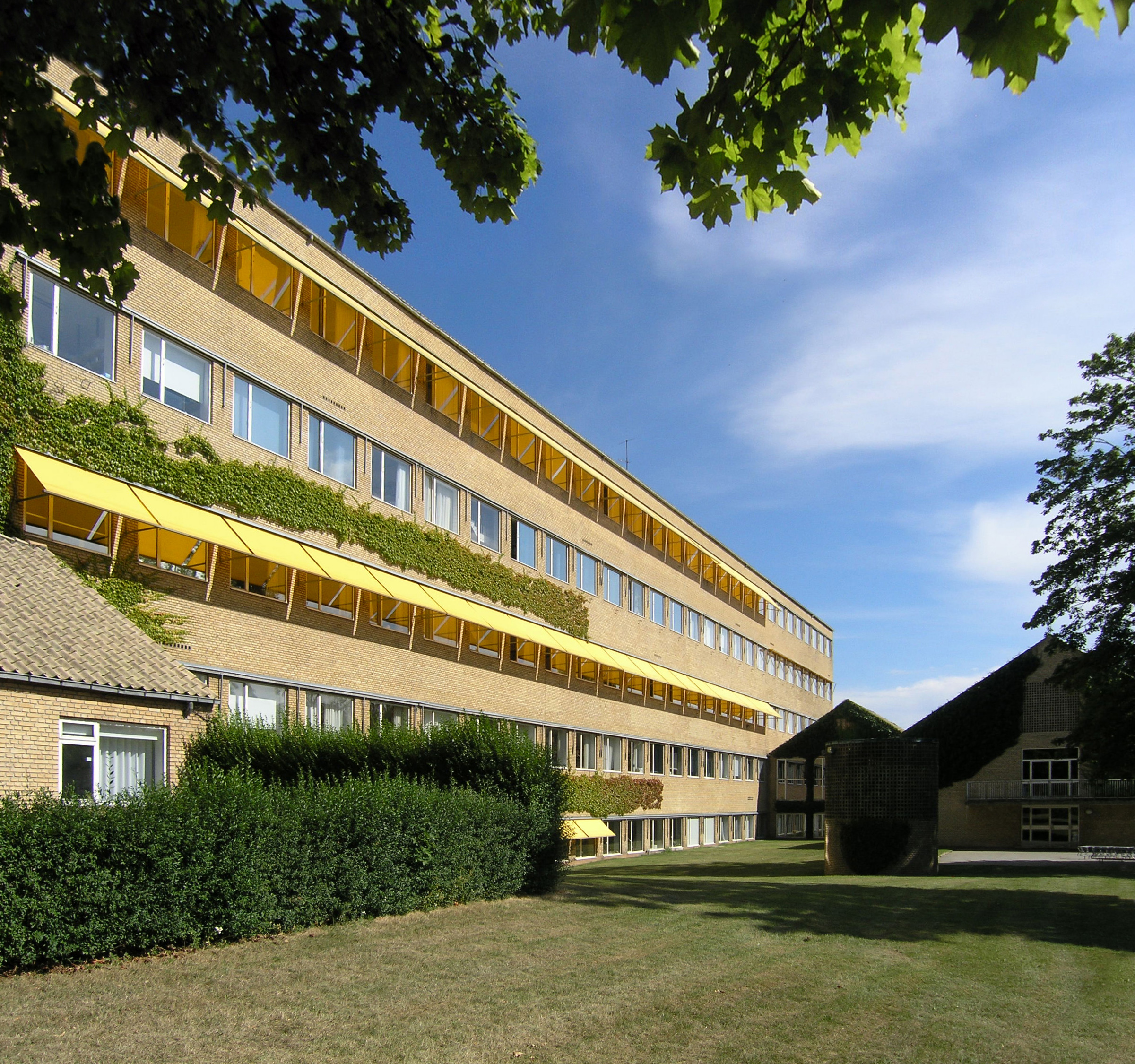
جامعة آرهوس، هذا المبنى من العام 1974.

#### فنلندا
من بين المهندسين المعماريين الأكثر إنتاجاً والأكثر شهرةً في فنلندا -وكانا يعملان بأسلوب الفانكيس- «ألفار آلتو» (1898-1976)، و«إريك بريجمان» اللذين كانا مرتبطين بالعمل منذ البداية في الثلاثينات. كانت منطقة «توركو» رائدةً في هذا الأسلوب الجديد، وقد توسطت مجلة «المهندس المعمار» (ب[Arkkitehti] خطأ: {{اللغة-؟؟}}: النص يحتوي على علامة مائلة (مساعدة)) وناقشت الوظيفية في سياقٍ فنلنديٍّ. كان العديد من المباني الأولى من نمط الفانكيس عبارةً عن هياكلَ صناعيةٍ ومؤسساتٍ ومكاتبَ، ولكنها امتدت إلى أنواعٍ أخرى من الهياكل مثل المباني السكنية، والمساكن الفردية، والكنائس. توسع التصميم الوظيفي أيضاً إلى التصميمات الداخلية، والأثاث كما يتضح من Paimio Sanatorium الشهيرة التي صُممت في العام 1929، واكتمل بناؤها في العام 1933.
قدم «آلتو» عناصرَ خرسانيةٍ موحدةٍ مسبقة الصب منذ أواخر عشرينيات القرن الماضي عندما صمم المباني السكنية في توركو. أصبحت هذه التقنية حجر الزاوية للتطورات اللاحقة في العمارة الحداثية بعد الحرب العالمية الثانية خاصةً في الخمسينات والستينات، كما قدم إنتاجاً متسلسلاً للغلاف الخشبي.

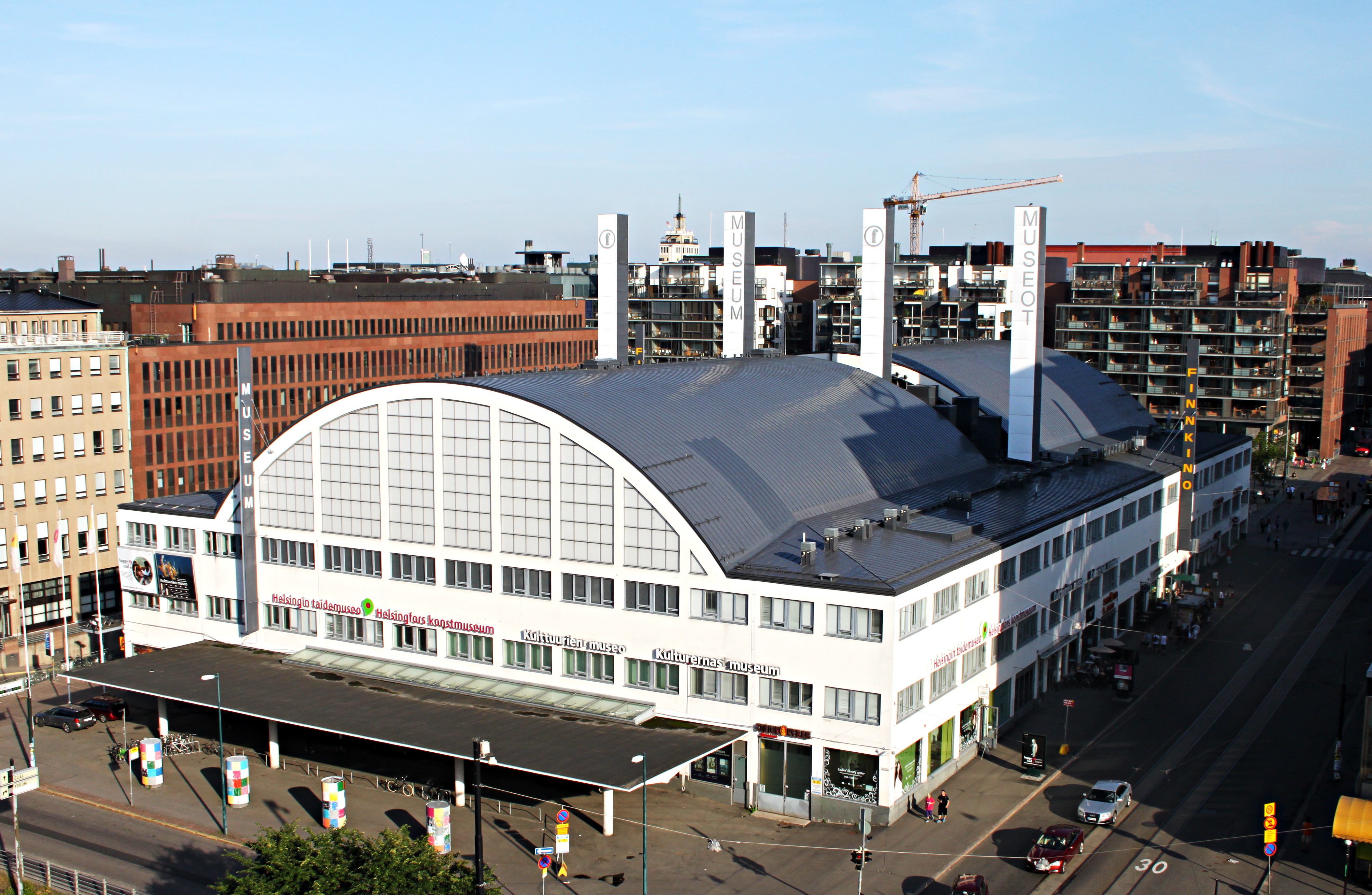
قصر التنس (ب[Tennispalatsi] خطأ: {{اللغة-؟؟}}: النص يحتوي على علامة مائلة (مساعدة)) من العام (1937) في هلسنكي.
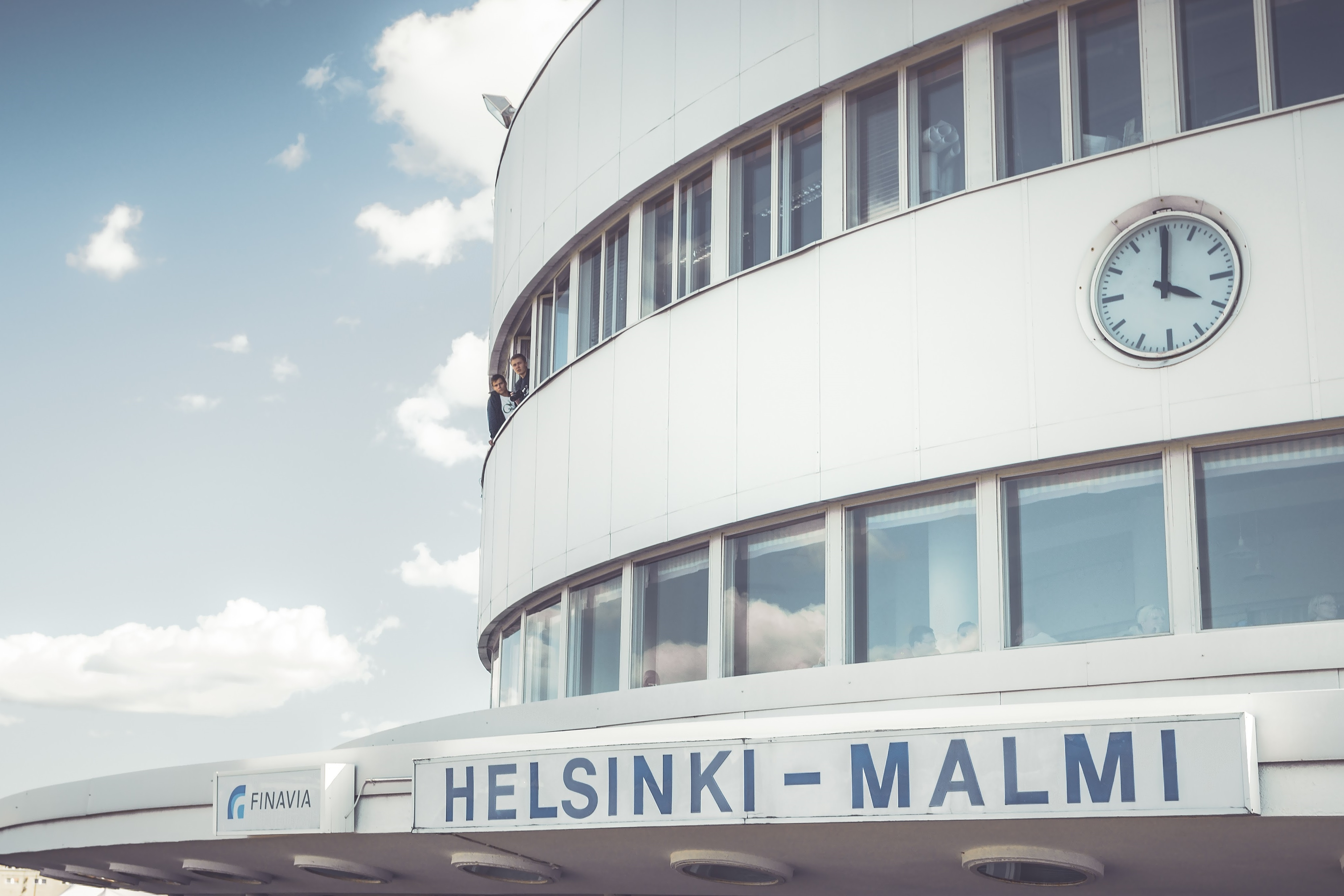
"مطار هلسنكي - مالمي"، الصالة (1938).
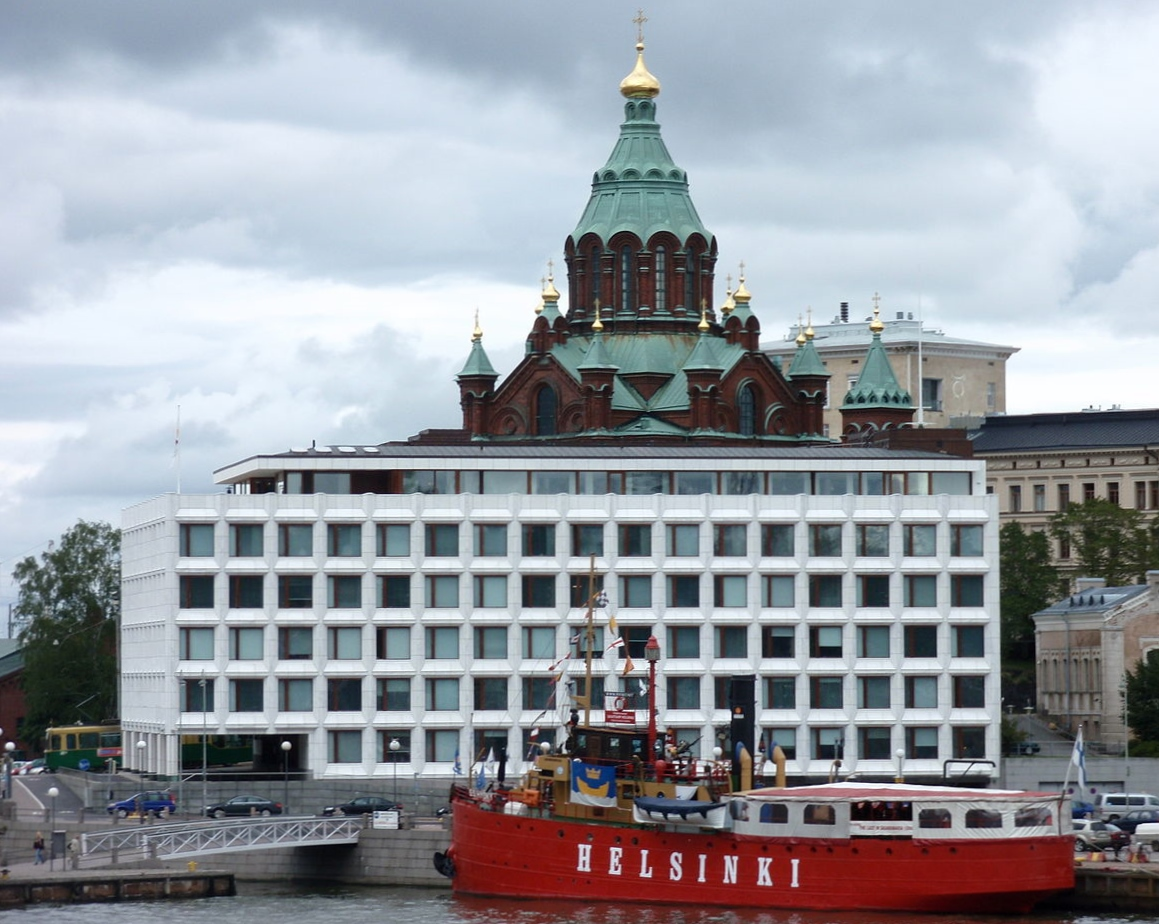
[[مقر Stora Enso |المقر الرئيسي لشركة Stora Enso من العام (1962) في هلسنكي.
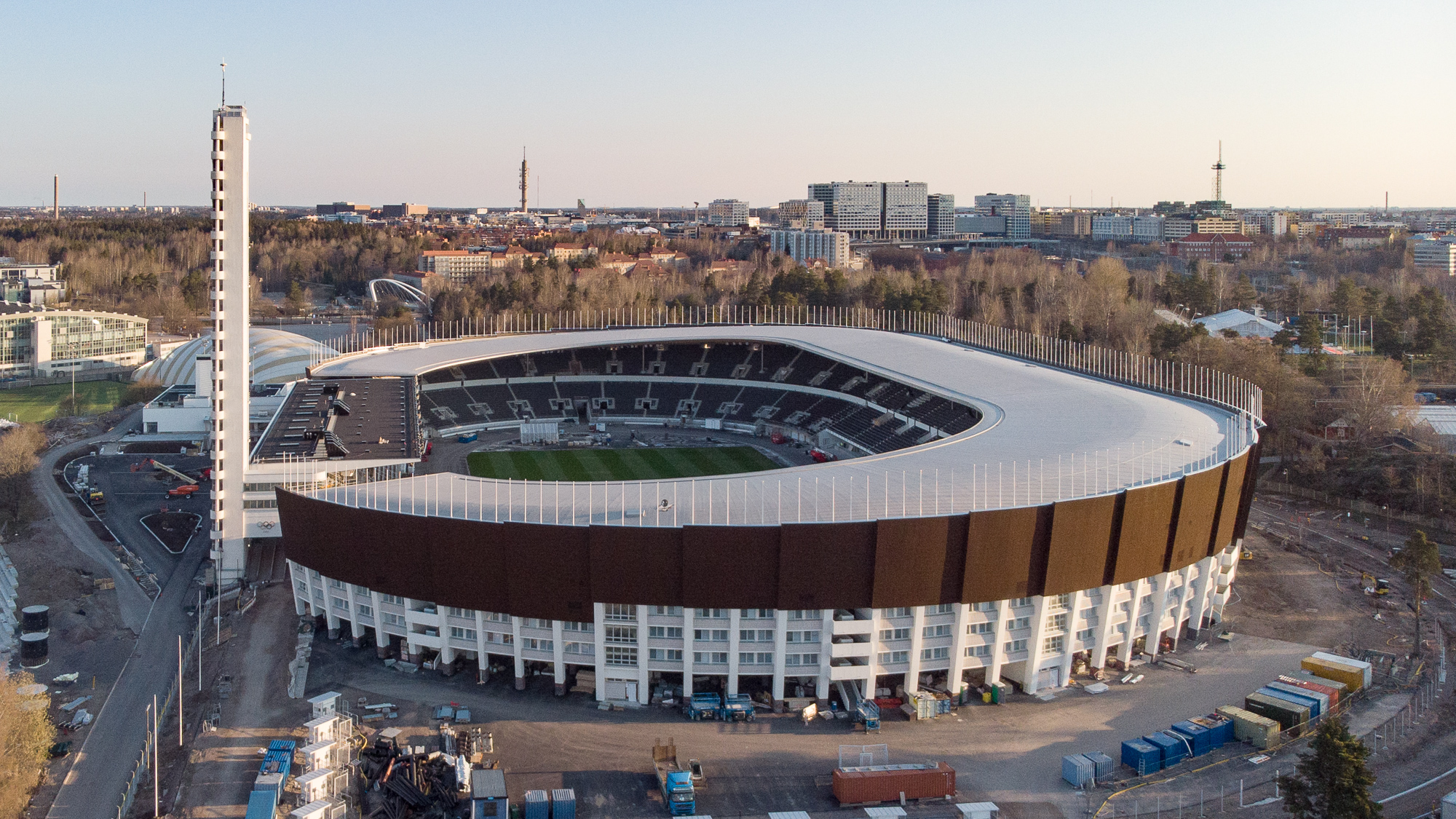
"استاد هلسنكي الأولمبي""، (1938).
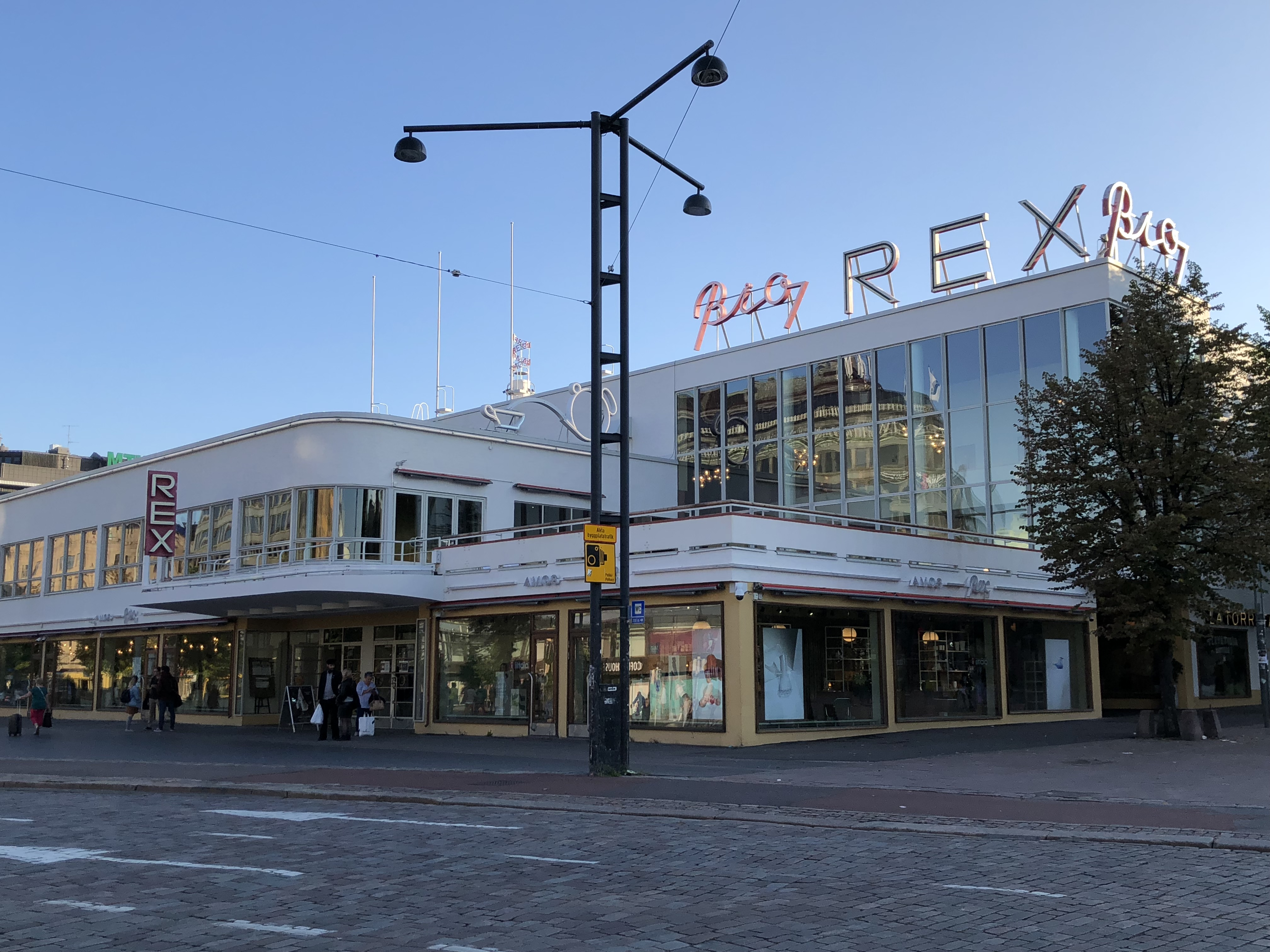
"قصر الزجاج" (ب[Lasipalatsi] خطأ: {{اللغة-؟؟}}: النص يحتوي على علامة مائلة (مساعدة)) من العام (1936) في هلسنكي.
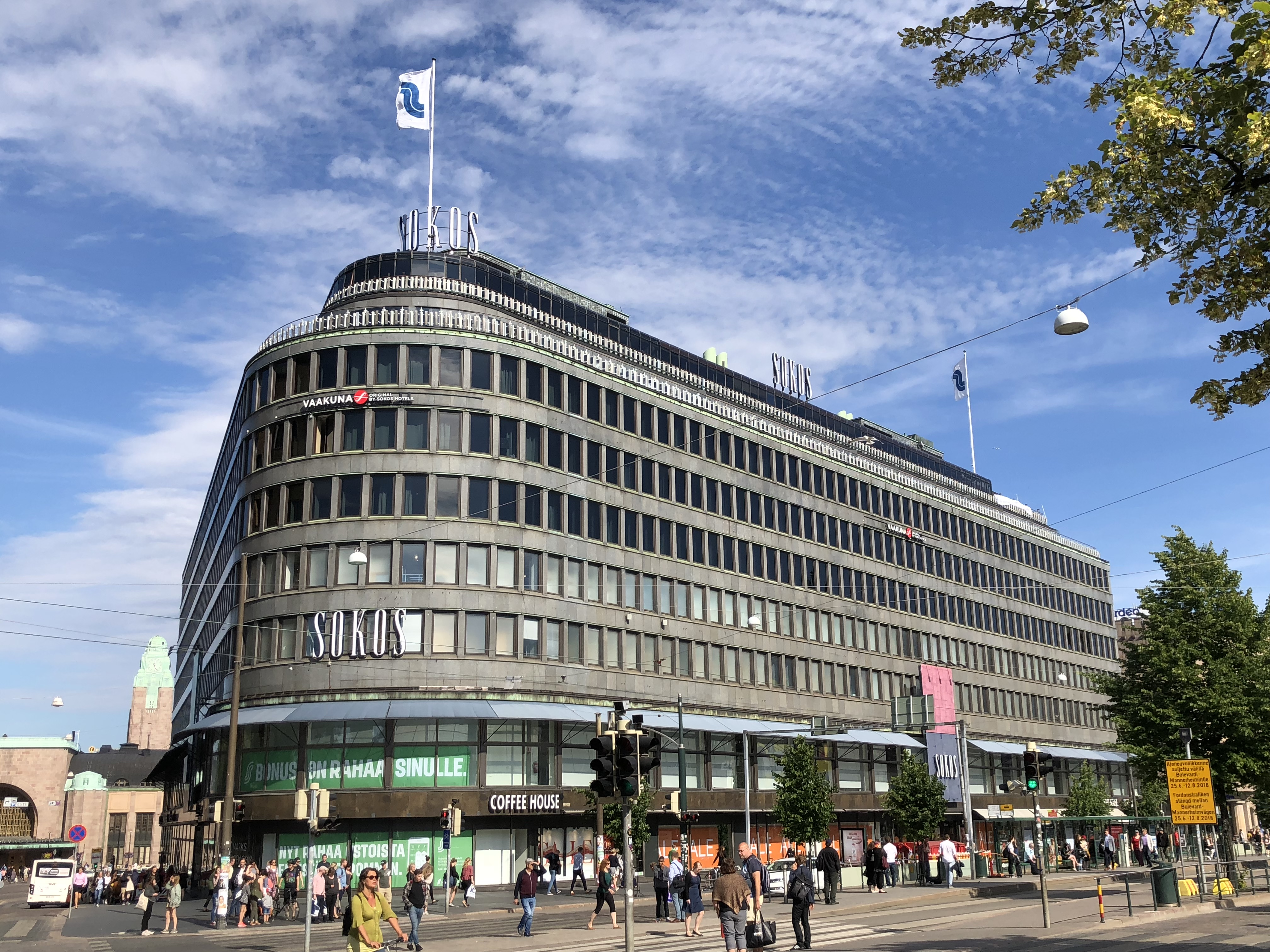
"فندق فاكونا"، (1940) في هلسنكي.
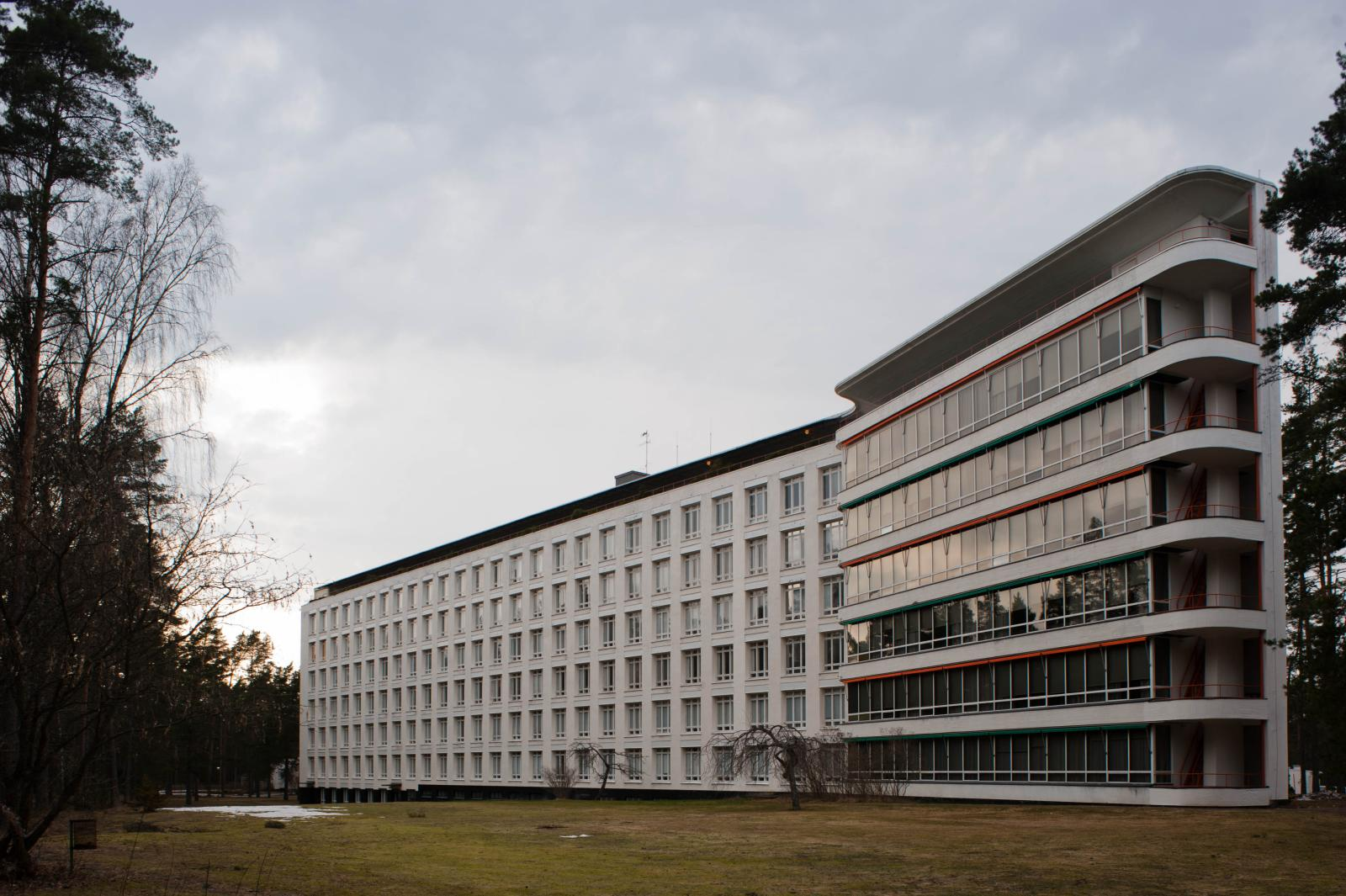
مصحة بايميو (ب[Sanatorium] خطأ: {{اللغة-؟؟}}: النص يحتوي على علامة مائلة (مساعدة))، ما بين العامين (29-1933) في "بايميو".
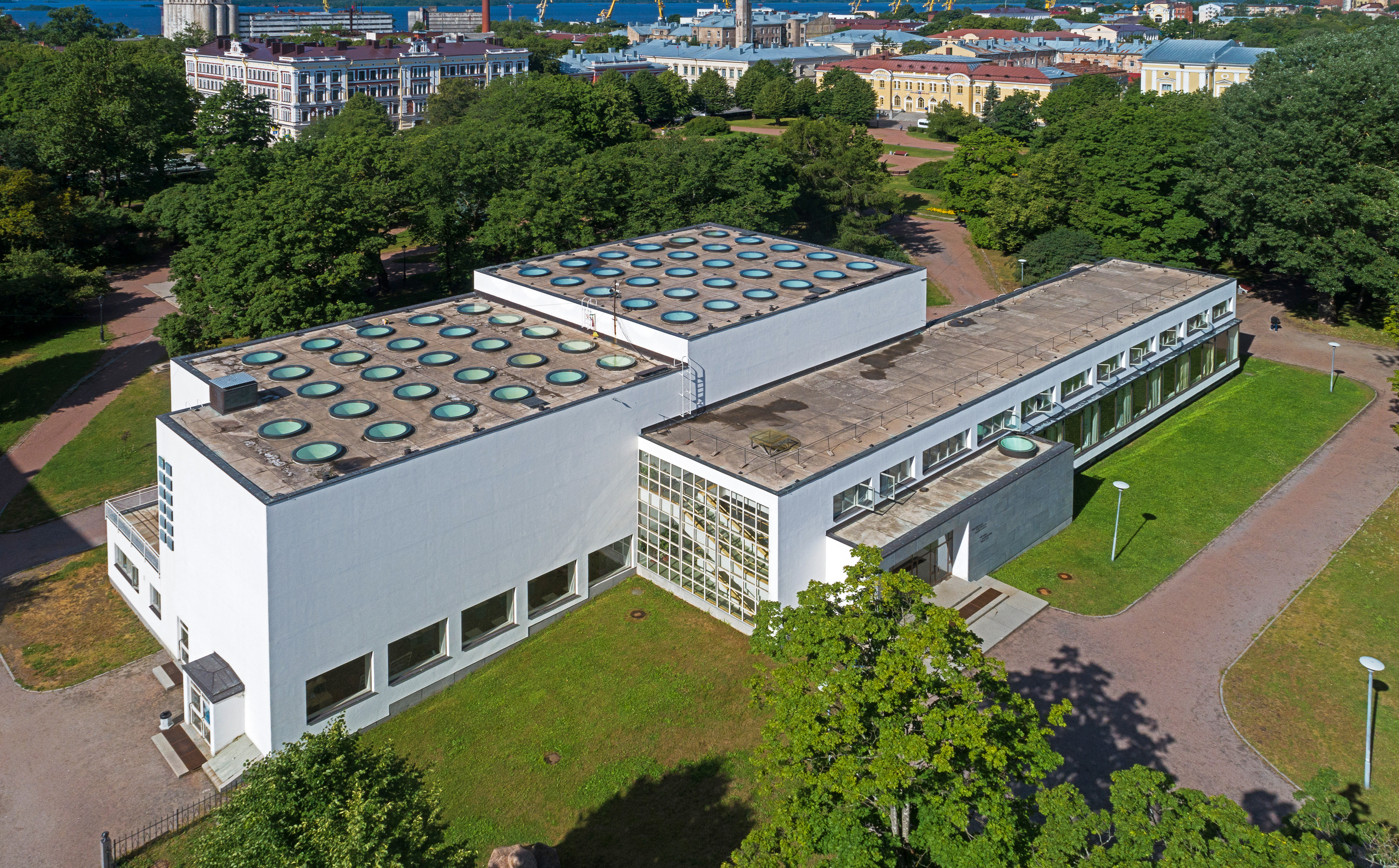
مكتبة "ڤيپوري" ما بين العامين (1927-1935) في "ڤيپوري".
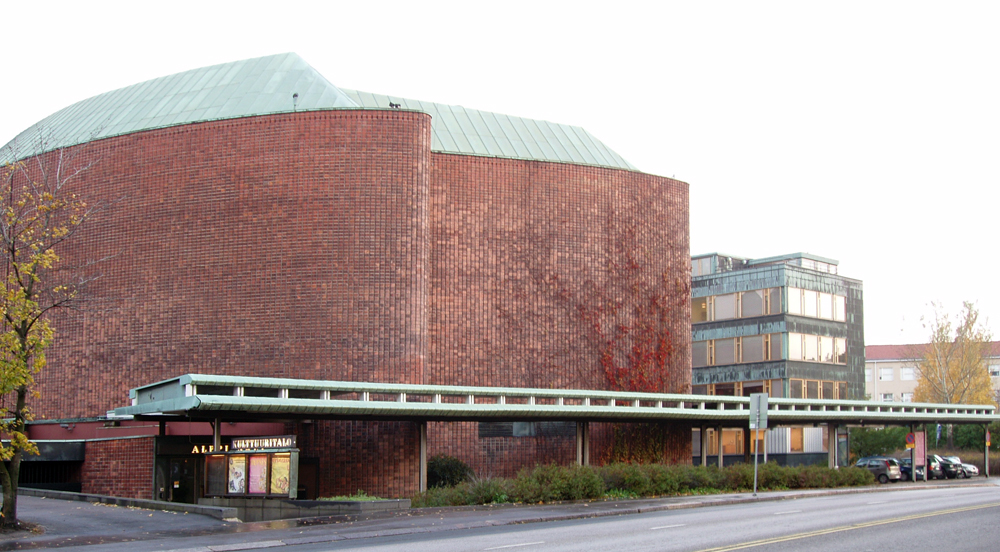
دار الثقافة House of Culture في هلسنكي، تصميم ألفار آلتو.

### بولندا
كان للمهندسين المعماريين البولنديين الطليعيين في السنوات (18-1939) تأثير ملحوظ في تراث العمارة الأوروبية الحديثة، وفي «الوظيفية». كان الكثير من المهندسين المعماريين البولنديين مفتونين بـلو كوربوزييه مثل طلابه البولنديين وزملائه في العمل «جِرزي سلطان»، و«ألكساندر كوجاوسكي» (وكلاهما مؤلفان مشاركان في «العمارة السكنية في مرسيليا» (بالفرنسية: Unité d'habitation in Marseille) [من أبرز أعمال لو كوربوزييه وأشهرها]) وزملائه في العمل «هيلينا سيركوس» (رفيقة «لو كوربوزييه» على لوحة «إس. إس. باتريس»، وهي سفينة عابرة للمحيطات كانت تبحر من مرسيليا إلى أثينا في العام 1933 خلال CIAM IV «السيام الرابع»)، و«رومان بيوتروفسكي»، و«ماسيج نويكي». قال لو كوربوزييه عن البولنديين ([في كتابه] «عندما كانت الكاتدرائيات بيضاء»، باريس 1937): «لقد ترسخت جذور الأكاديميين في كل مكان. ومع ذلك فإن الهولنديين خالين نسبياً من التحيز. ويؤمن التشيكيون بـ" الحديث"، ويؤمن به البولنديون أيضاً». كان المهندسون المعماريون البولنديون الآخرون مثل «ستانيسلاف بروكالسكي» يجتمعون مع «جيريت ريتفيلد»، واستلهموا منه ومن الـ«نيوبلاستيزيزم». بعد بضع سنواتٍ فقط من بناء «ريتفيلد شرودر» منزله بنى المهندس المعمار البولندي «ستانيسلاف بروكالسكي» منزله الخاص في وارسو في العام 1929، والمفترض أنه مستوحىً من منزل شرودر الذي زاره. حصل المثال البولندي للمنزل الحديث على الميدالية البرونزية في معرض باريس العالمي في العام 1937 قبل الحرب العالمية الثانية مباشرةً، كان من المألوف بناء عديد الأحياء الكبيرة من المنازل الفخمة في أحياءٍ مليئةٍ بالخضرة للبولنديين الأثرياء على سبيل المثال منطقة «ساسكا كيبا» Saska Kępa في وارسو، أو منطقة «كامينا غورا» Kamienna Góra في ميناء «اغدينيا» Gdynia. كانت أكثر السمات المميزة في العمارة الوظيفية البولندية ما بين 1918-1939 هي الكوة وتراسات الأسطح والديكورات الداخلية الرخامية.
ومن المحتمل أن يكون العمل الأكثر تميزاً في العمارة الوظيفية البولندية هو مدينة «اغدينيا» بأكملها حيث أنشئ الميناء البحري البولندي الحديث في العام 1926.

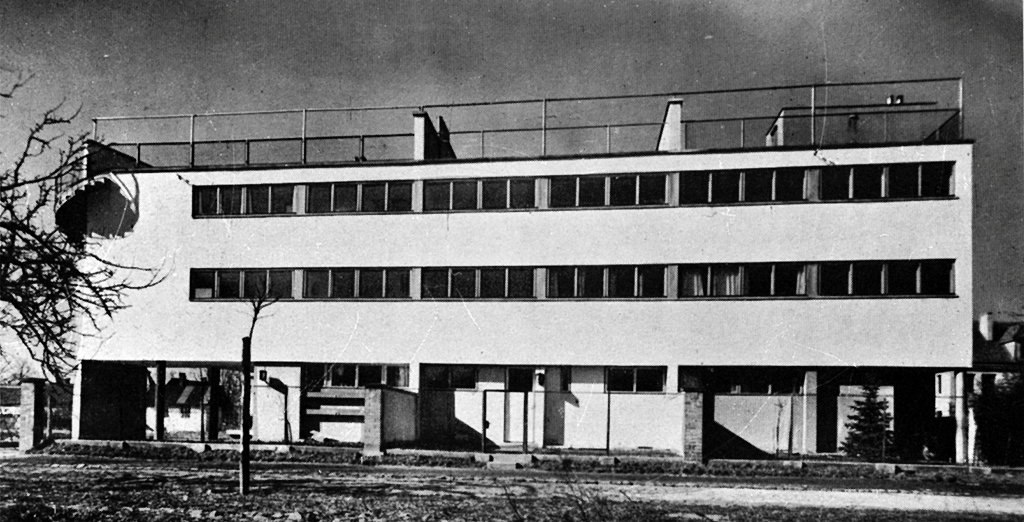
ڤيلا "بوهدان لاشيرت" مع حديقةٍ على السطح (1929) في وارسو. اعتبرت الفيلا أفضل تطبيقٍ لهندسة الڤيلا في ذلك الوقت في وارسو (من قبل البروفسور "ليخ نيموجيفسكي" في العام 1929). إنه المنزل المستوحى من شكل المحيط
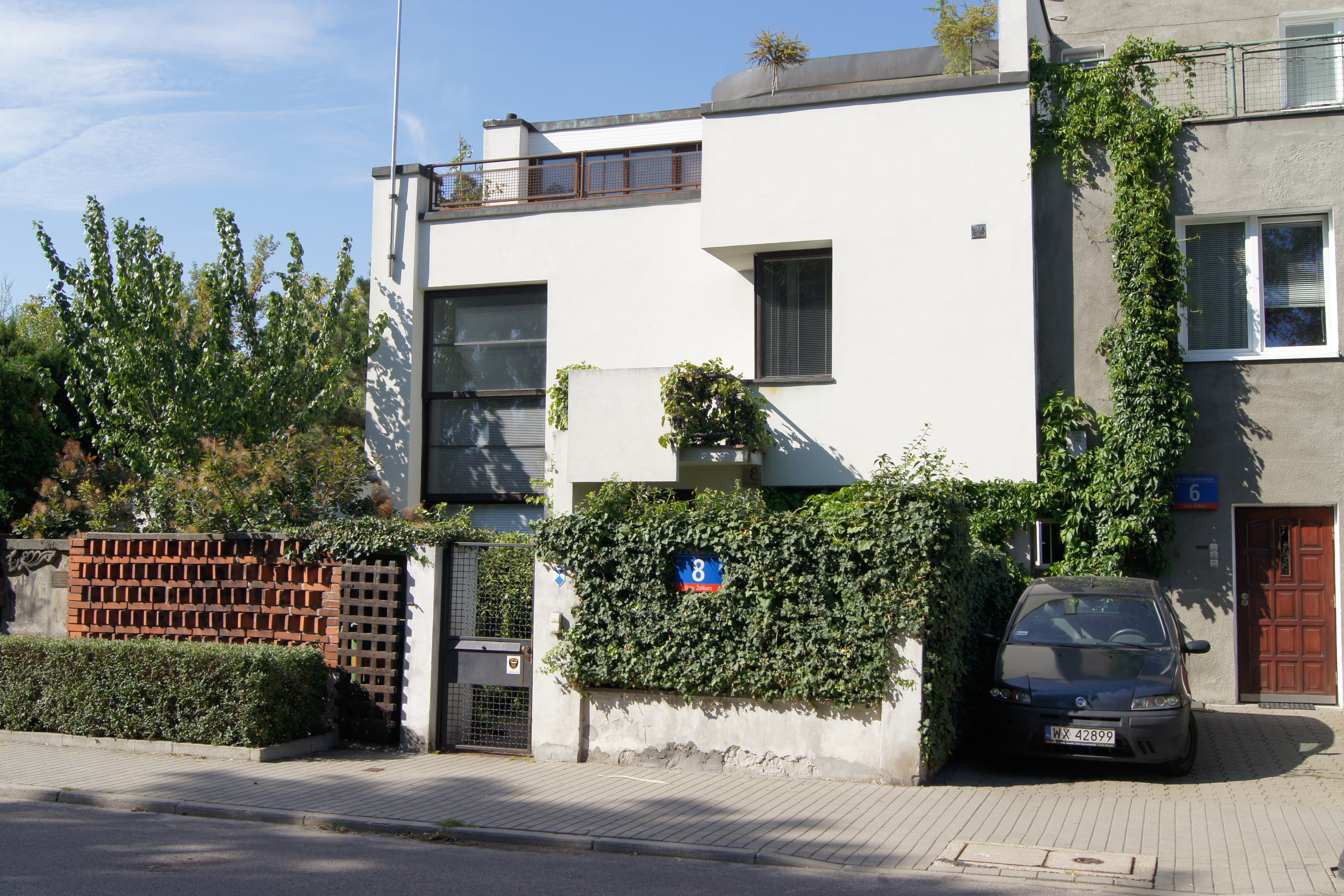
ڤيلا ستانيسلاف بروكاليسكي مع شرفة على السطح، وارسو (1929).
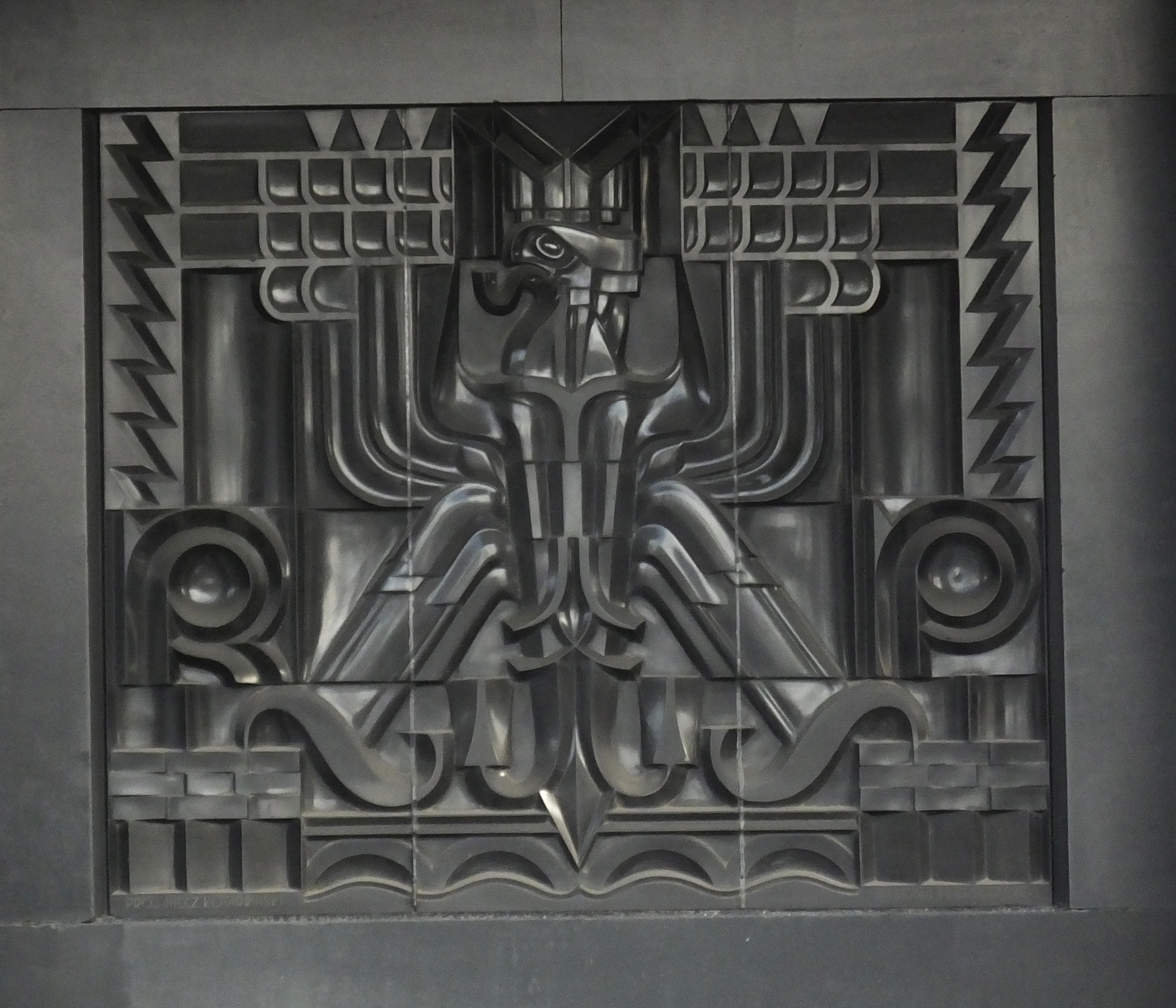
شعار بولندا (النسر البولندي) من البازلت على "بناء وزارة البنية التحتية"، "رودولف شويرشينسكي"، 1931) في وارسو.
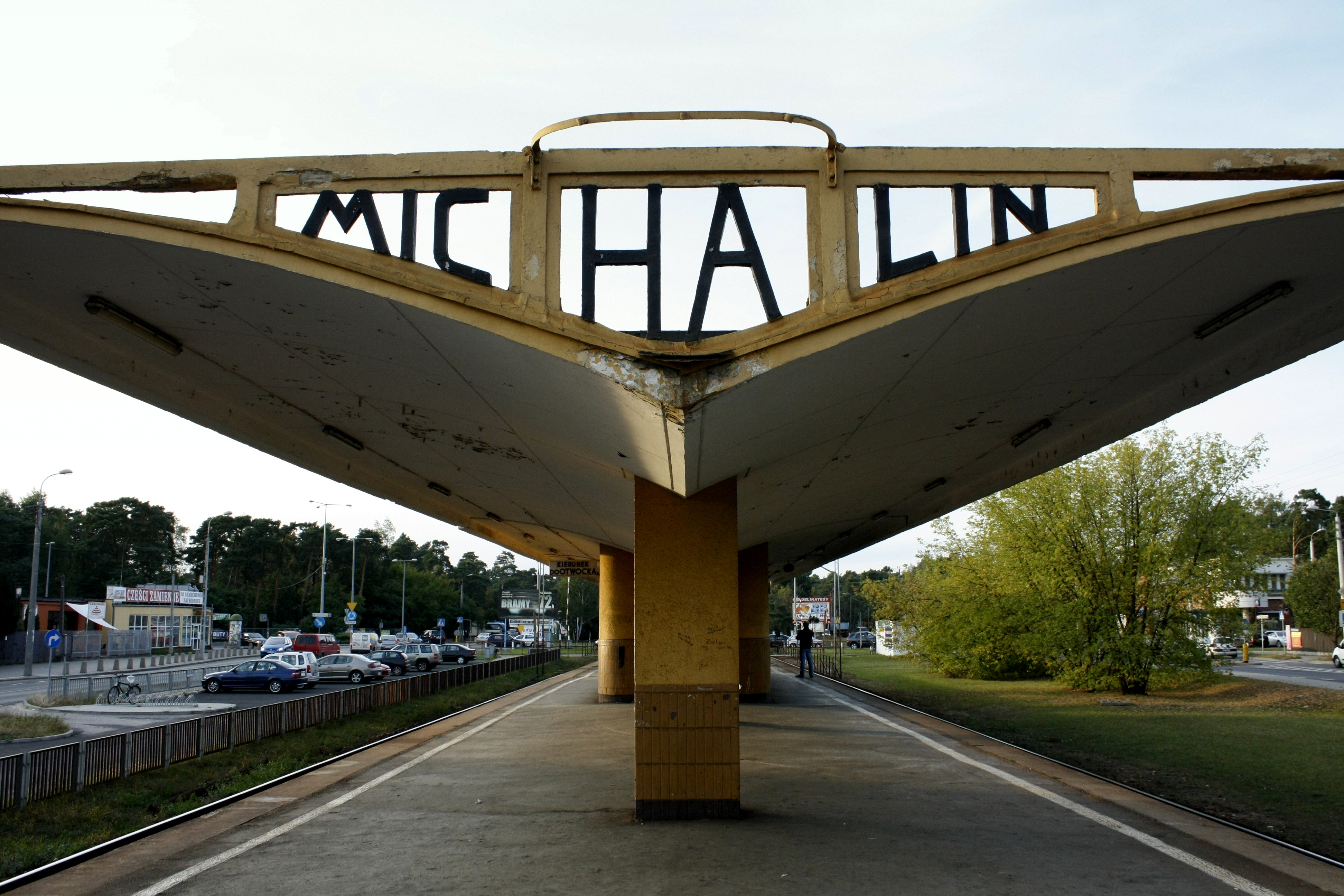
محطة سكة حديد ميتخالين الصغيرة بالقرب من وارسو (1936) "كازيميرز سينترسفير". محطة سكة حديد حديثة نموذجية بنيت في سلسلة بالقرب من وارسو.
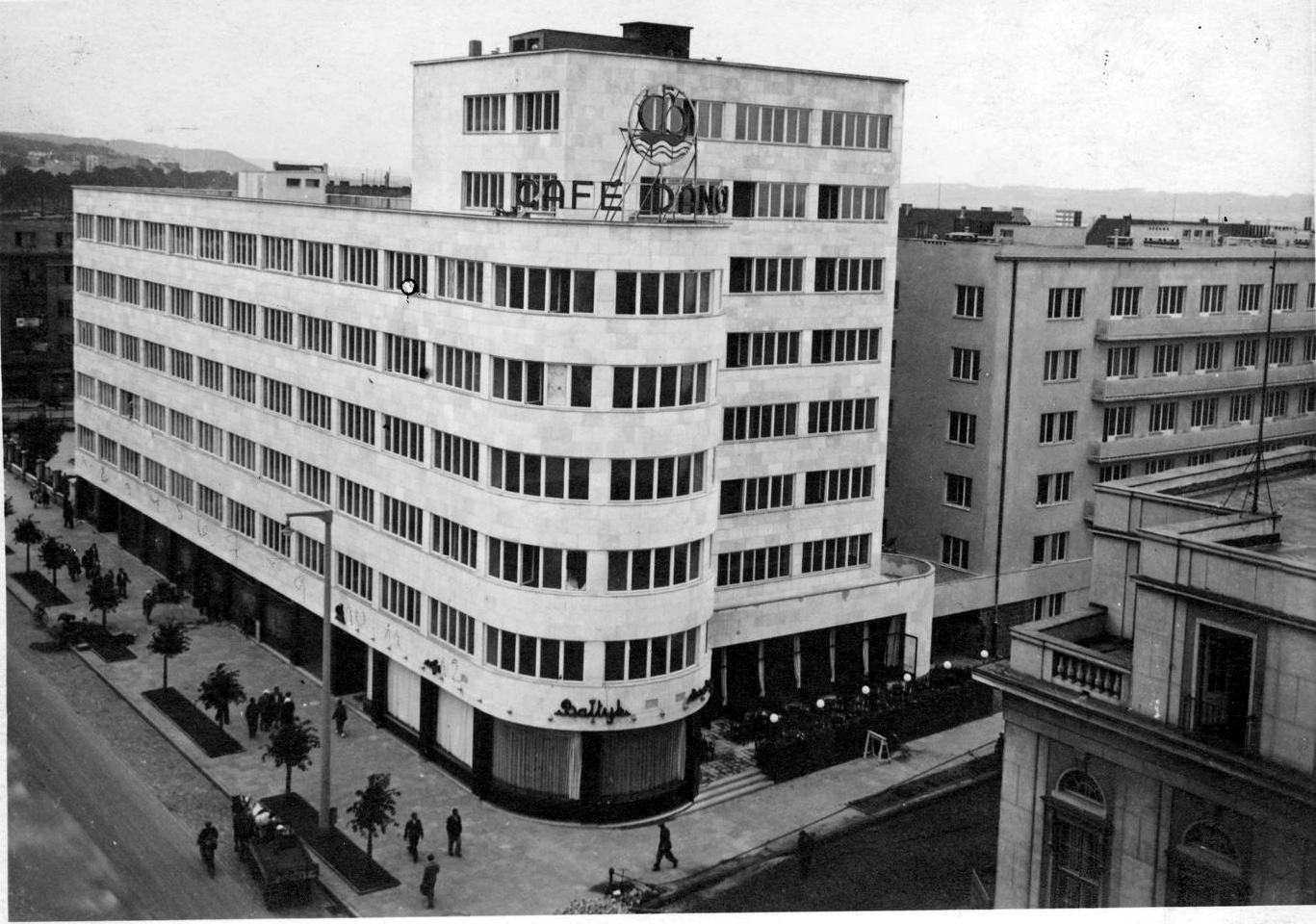
مبنى التأمين، رومان بيوترووسكي، (1936)، في الميناء البحري "اغدينيا".
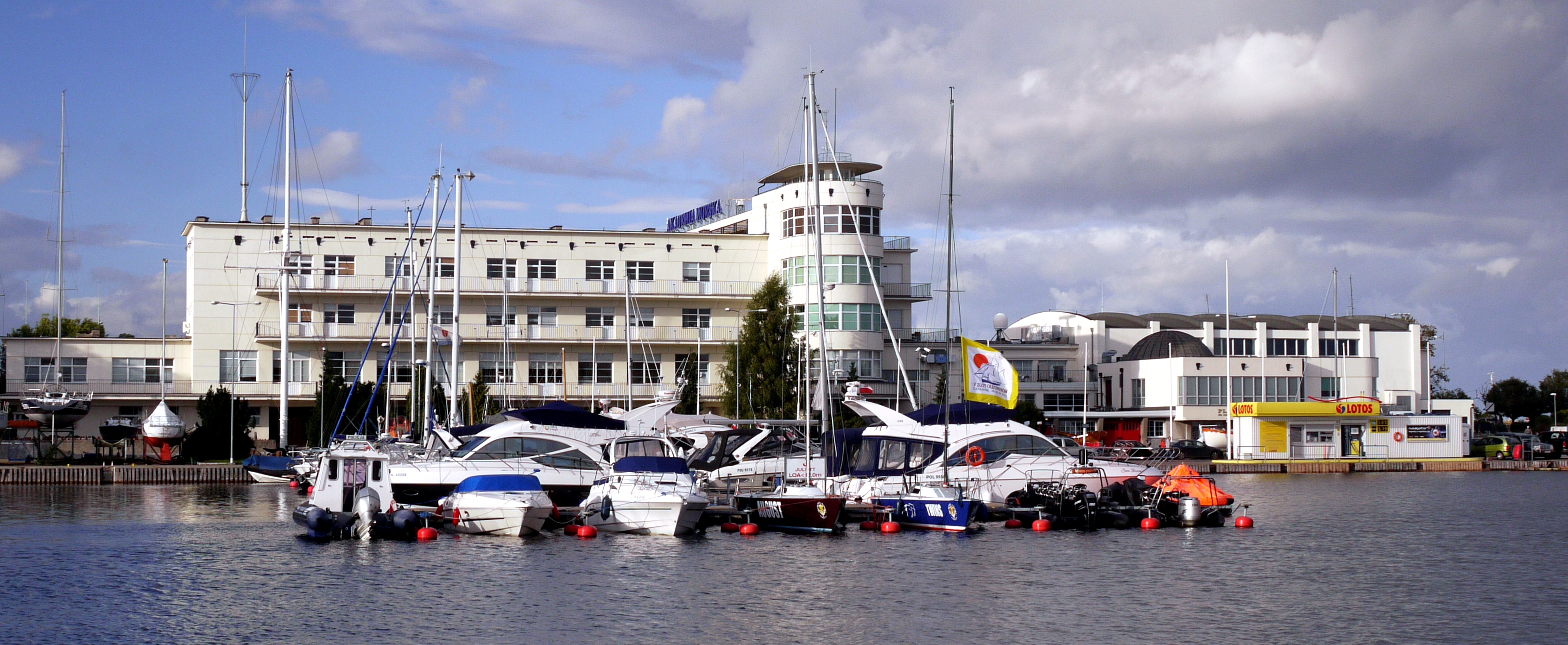
الجامعة البحرية في اغدينيا، (1937)، في ميناء اغدينيا البحري.
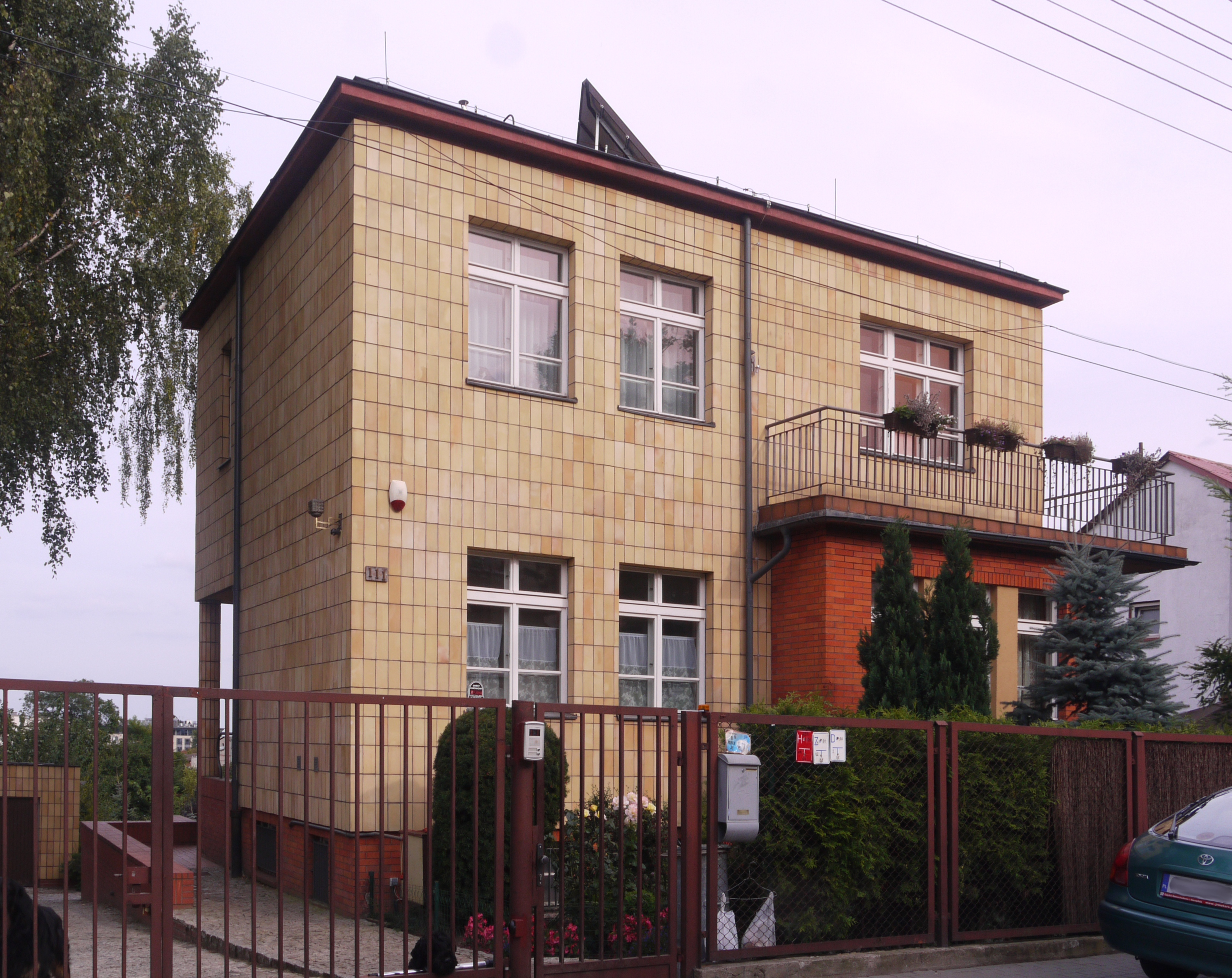
ڤيلا ناكريز أوبريكت، (1937)، في الميناء البحري اغدينيا.
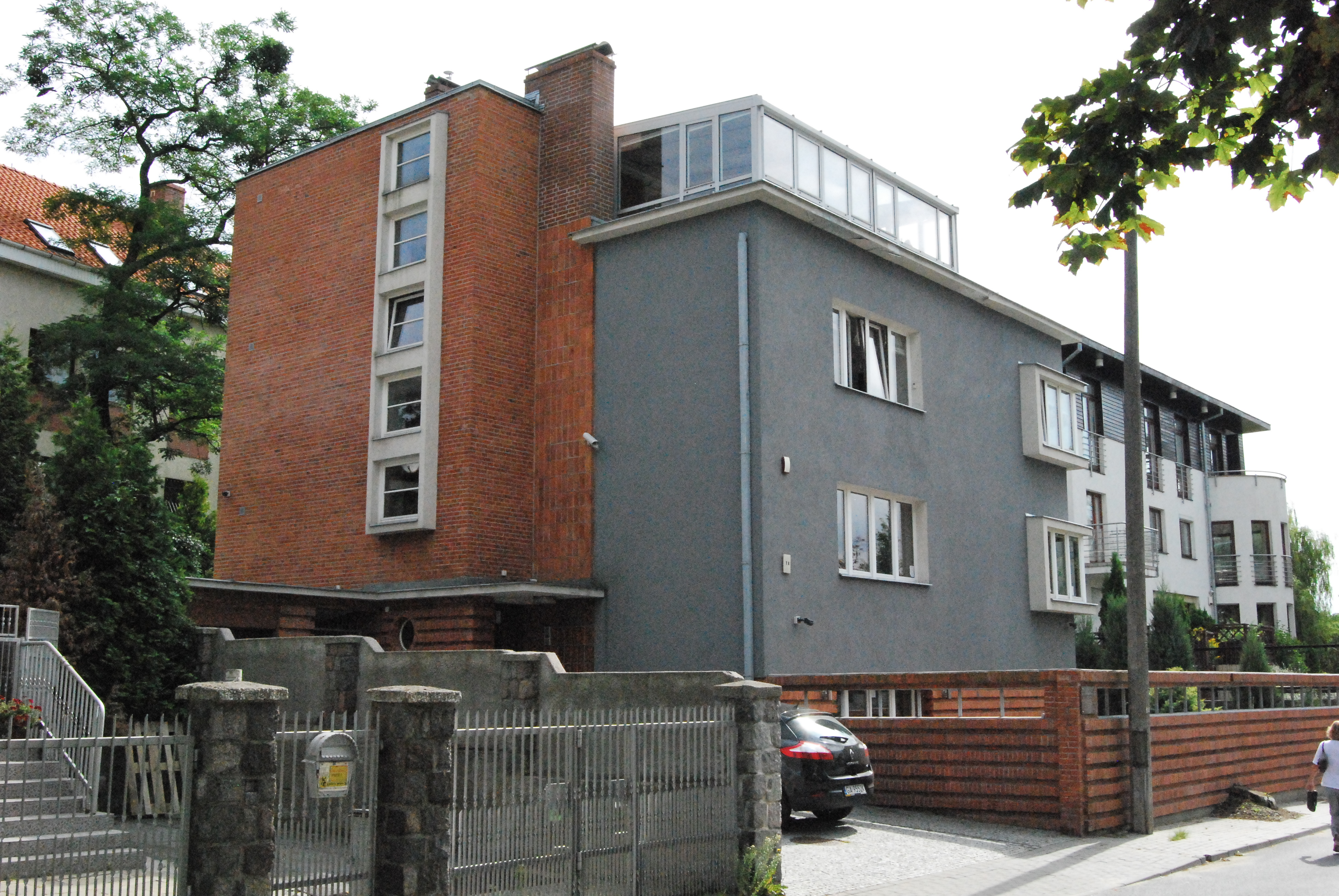
ڤيلا "تاديوس كوزاك"، (1938) في ميناء اغدينيا. ثلاث نوافذ كبيرة في الخلف.
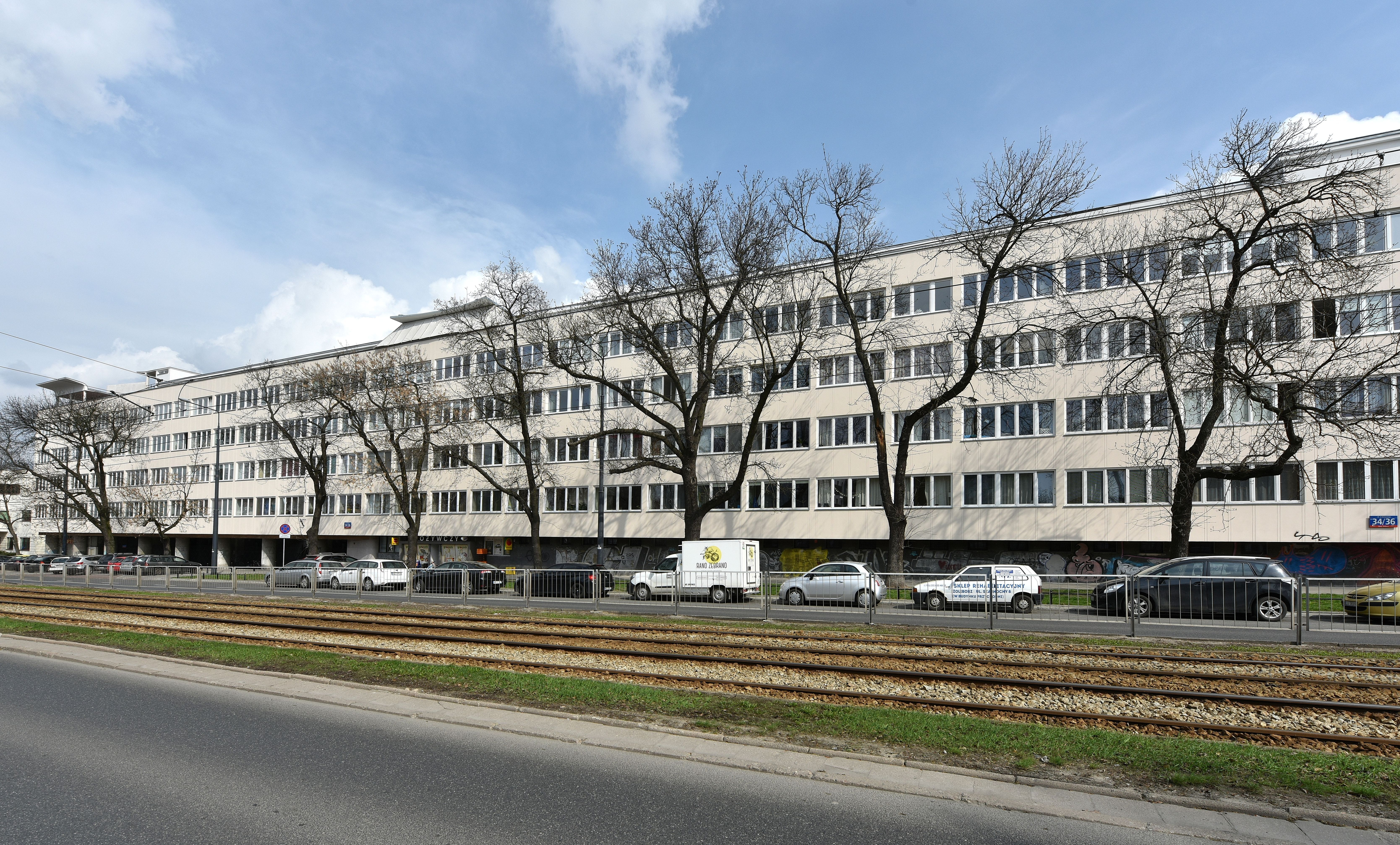
"يوليوس زوراوسكي"، وحدة سكنية "بيت زجاجي"، (38-1941) في وارسو مع شققٍ فاخرةٍ كلٌّ منها بمساحة 177 م  2  وشرفةٍ كبيرةٍ على السطح.

### روسيا

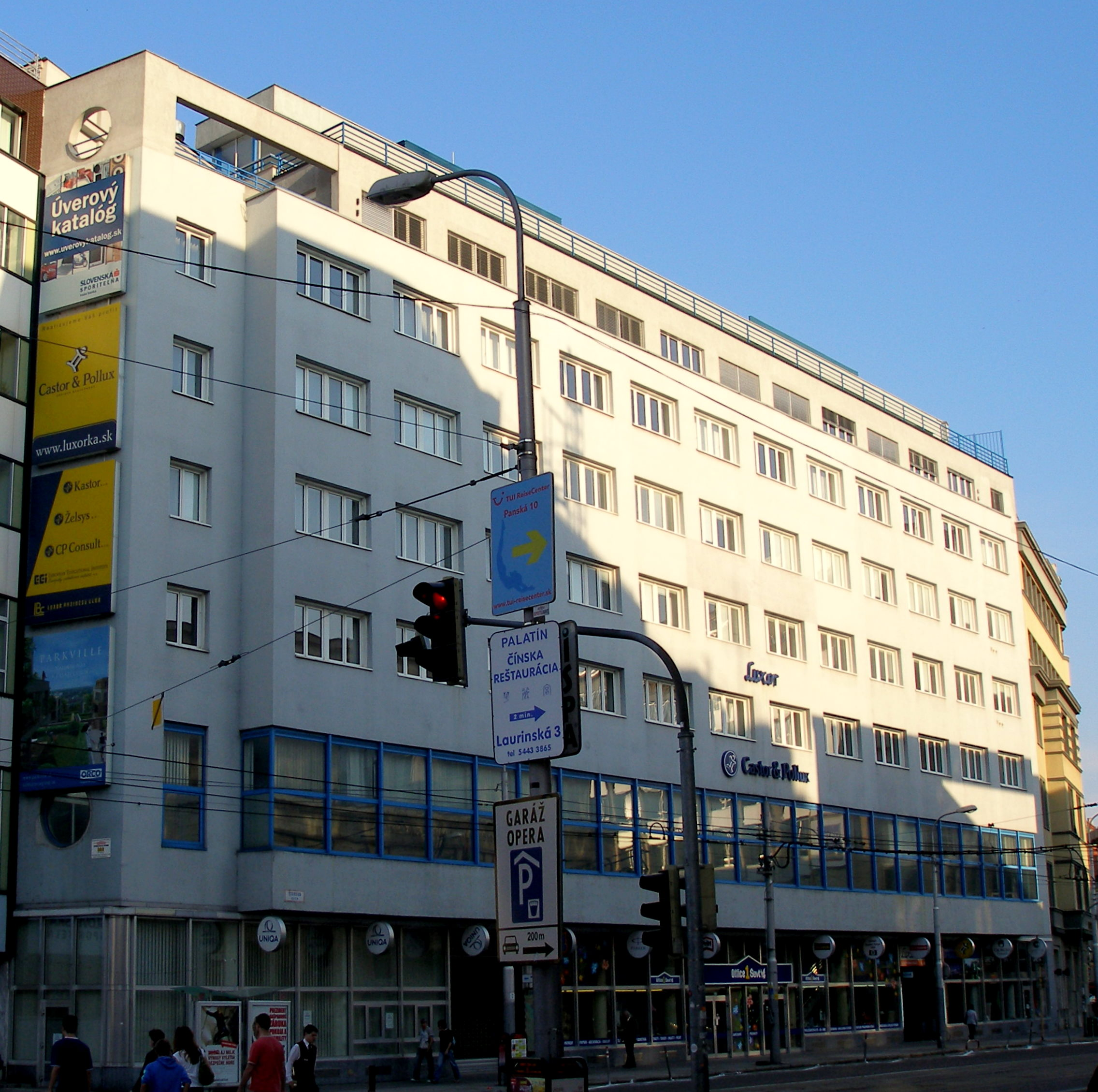
بيت "Luxor" السكني والتجاري، براتيسلافا-سلوفاكيا، 1937.

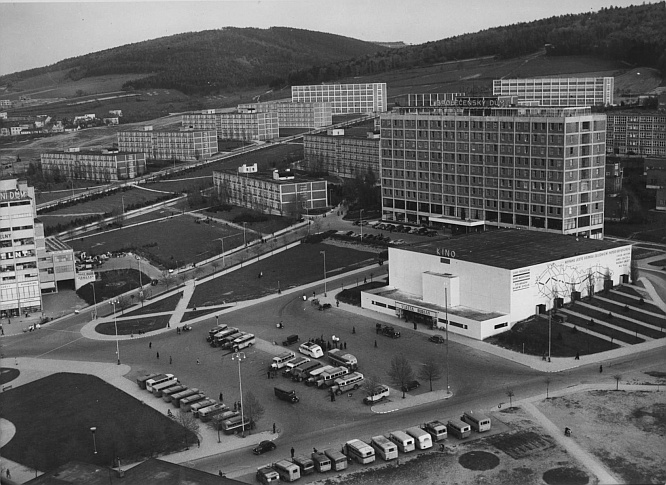
مجمع شركة أحذية باتا في ازلين، تشيكيا.

في روسيا والاتحاد السوفييتي السالف، عُرفت «الوظيفية» باسم «العمارة البنائية»، وكانت النمط السائد لمشاريع البناء الكبرى ما بين العامين 1918 و1932.

## أمثلة

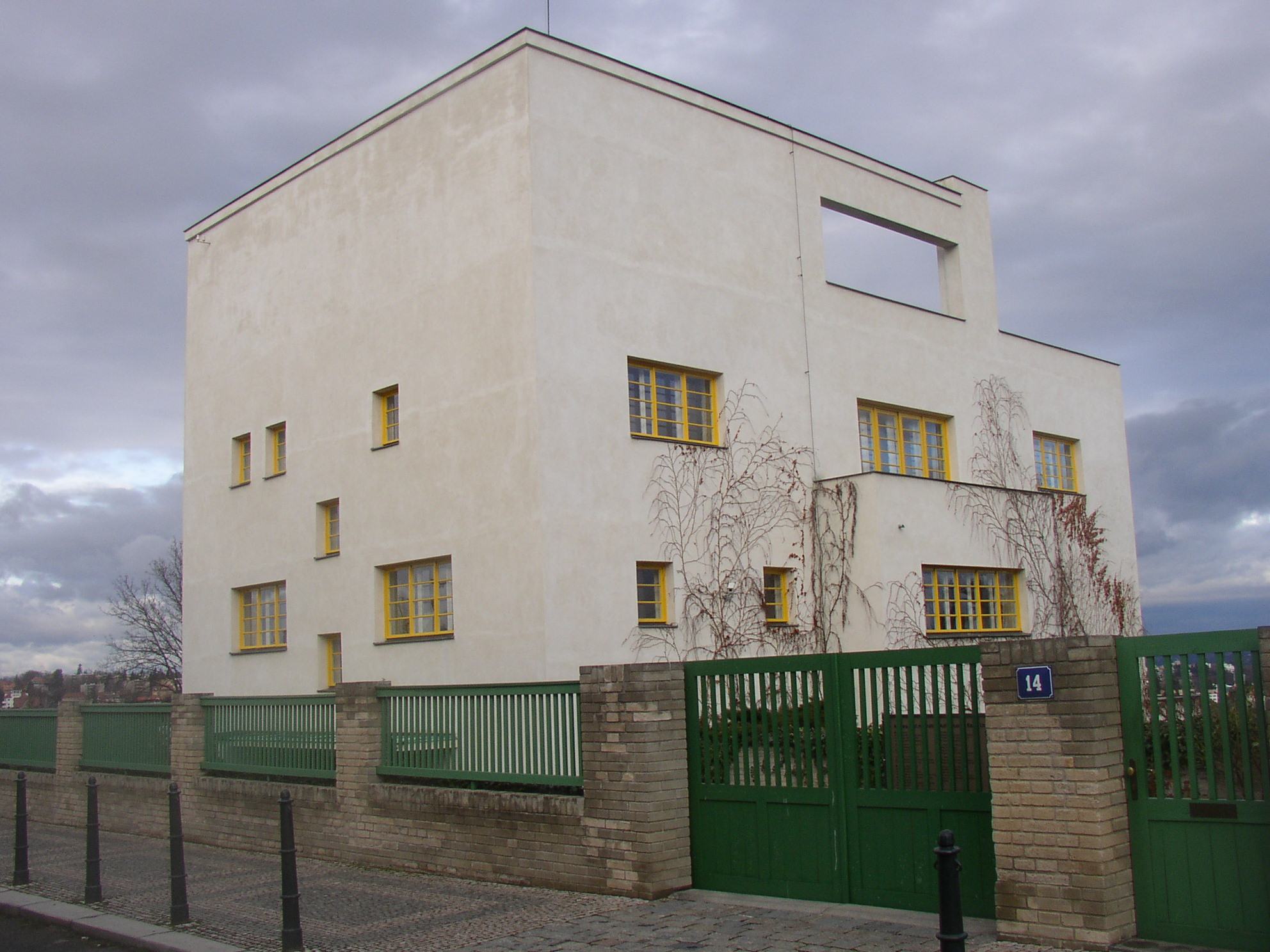
فيلا مولر، تصميم أدولف لوس، براغ، تشيكيا.

تشمل الأمثلة البارزة للعمارة الوظيفية ما يلي:
- جامعة آرهوس، الدنمارك.
- «مدرسة التجارة الاتحادية» ADGB، ألمانيا.
- "Administratívna budova spojov"، براتيسلافا، سلوفاكيا.
- بيت «بوث»، شارع الجسر، سيدني، أستراليا. www.boothhousesydney.com
- «هوائي بولفايتينغ لبوفا دي فارزيم» Bullfighting Arena of Póvoa de Varzim، البرتغال.
- قصر الزجاج، هلسنكي، فنلندا.
- فندق هوليوود، سيدني، أستراليا.
- «كافارنا إيرا»، برنو، تشيكيا.
- «منارة كناناروس»، ستوكسيري، أيسلندا.
- «كولوني نوفي دوم»، برنو، تشيكيا.
- "Obchodný a obytný dom Luxor"، براتيسلافا، سلوفاكيا.
- "Pärnu Rannahotell"، إستونيا.
- "Pärnu Rannakohvik"، إستونيا.
- "Södra Ängby"، استوكهولم، السويد.
- فيلا ستانيسلاف بوركالسكي، وارسو، بولندا.
- نصب «توماس باتا»، ازلين، تشيكيا.
- "Veletržní palác"، براغ، تشيكيا.
- "Villa Müller"، براغ، تشيكيا.
- "Villa Savoye"، بواسي، فرنسا.
- "Villa Tugendhat"، برنو، تشيكيا.
- مدينة ازلين تشيكيا.

### سودرا أنغبي، السويد

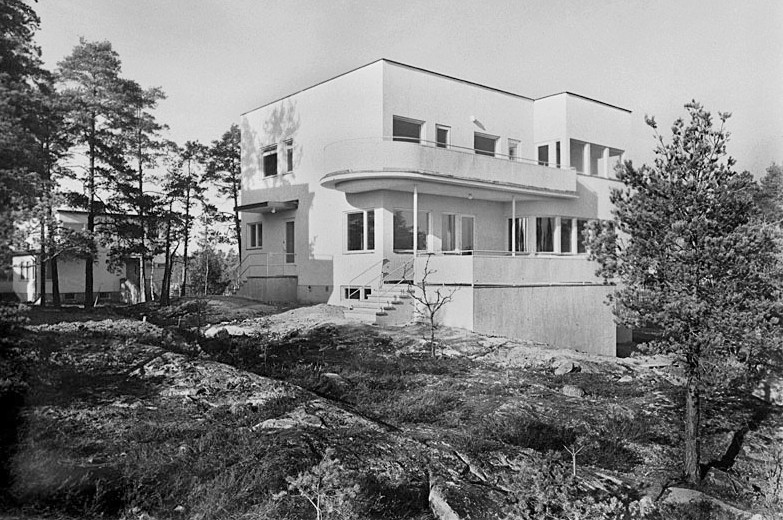
"سودرا أنغبي" Södra Ängby،1938.

مزجت منطقة سكنية في «سودرا أنغبي» Södra Ängby في غرب استوكهولم في السويد وظيفياً أو «النمط الدولي» مع المثل العليا لحركة مدينة الحدائق «جاردن سيتي». وهي تضم أكثر من خمسمئة مبنىً، وتبقى أكبر منطقة فللٍ وظيفيةٍ متماسكةٍ في السويد وربما في العالم، ولا تزال محفوظةً جيداً لأكثرَ من نصف قرنٍ بعد بنائها ما بين (33-1940) ومحمية باعتبارها من التراث الثقافي الوطني.

### ازلين، تشيكيا

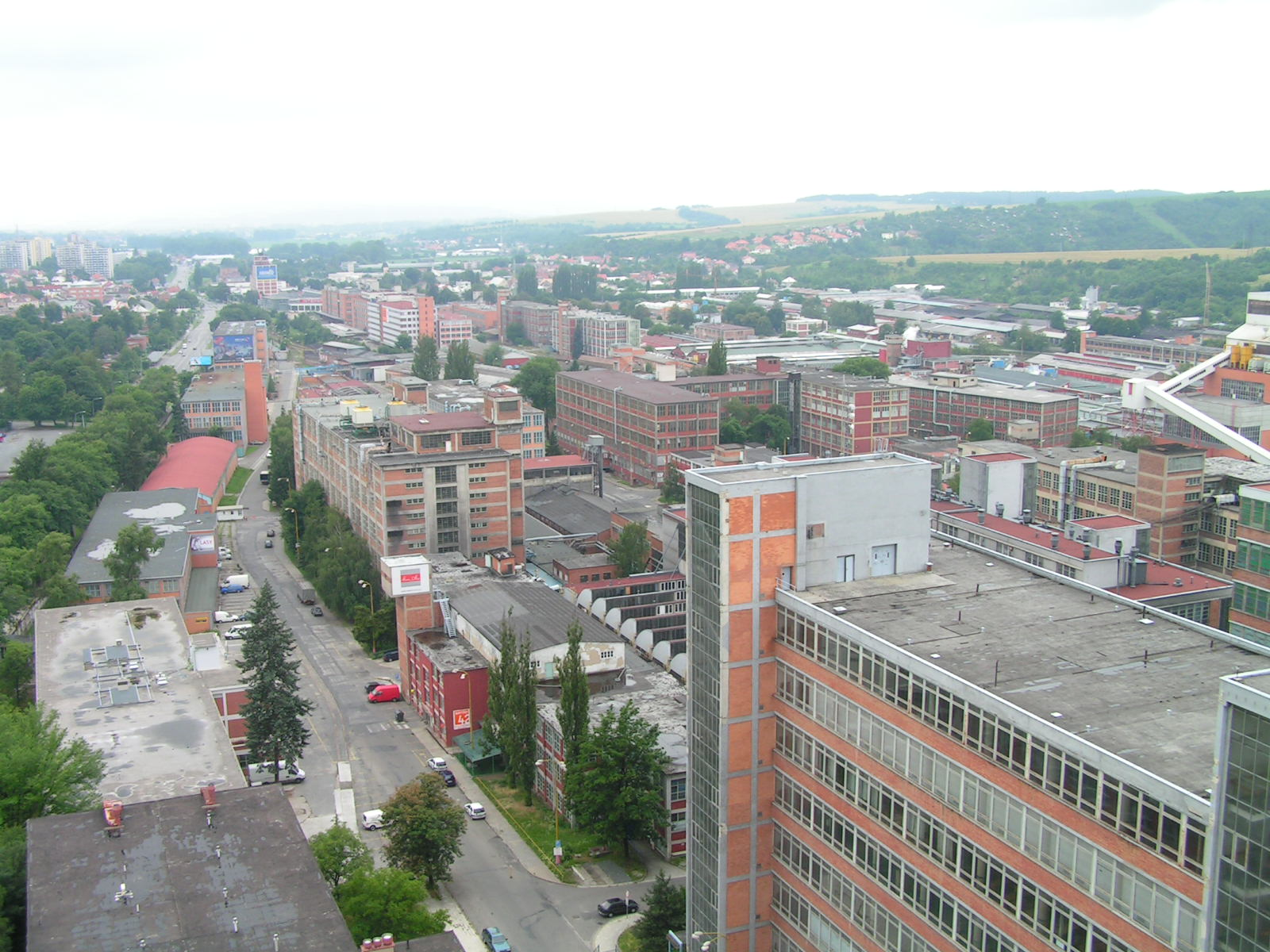
ازلين.

ازلين Zlín مدينة في جمهورية تشيكيا أُعيد بناؤها بالكامل في الثلاثينات على أساس مبادئ الوظيفية. في ذلك الوقت كانت المدينة مقراً لشركة أحذية باتا، وبدأ «توماس باتا» إعادة بناءٍ معقدةٍ للمدينة مستوحاةً من الوظيفية و«حركة مدينة الحدائق» أو «جاردن سيتي».
استرشدت الهندسة المعمارية المميزة لـازلين بالمبادئ التي التزم بها بدقةٍ أثناء تطورها الكامل بين الحربين. كان موضوعها المركزي اشتقاق جميع العناصر المعمارية من مباني المصنع، وكان لابد من إبراز المكانة المركزية للإنتاج الصناعي في حياة جميع سكان ازلين. ومن ثَمَّ استخدمت مواد البناء (الطوب الأحمر، والزجاج، والخرسانة المسلحة) ذاتها لبناء جميع المباني العامة (ومعظم الخاصة). العنصر الهيكلي المشترك لعمارة ازلين هو خليج مربع 20x20 قدم (6.15x6.15 م). على الرغم من تعديله من خلال العديد من الاختلافات إلا أن هذا الأسلوب الحداثي العالي يؤدي إلى درجة عالية من التوحيد لجميع المباني. إنه يسلط الضوء على الفكرة المركزية والفريدة من نوعها لمدينة الحدائق الصناعية في نفس الوقت. كانت الوظيفة المعمارية والعمرانية لخدمة متطلبات المدينة الحديثة. كانت بساطة مبانيها التي تُرجمت أيضاً إلى قابليتها للتكيف الوظيفي هي وصف (وكذلك استجابة) لاحتياجات الحياة اليومية.
كان المخطط الحضري لـازلين من إنشاء «فرانتيسك ليديا غاهورا» František Lydie Gahura، وهي طالبة في مشغل لو كوربوزييه في باريس. المعالم المعمارية للمدينة هي -على سبيل المثال- «فيلا توماس باتا»، و«مستشفى باتا»، و«نصب توماس باتا التذكاري»، و«السينما الكبرى» أو «ناطحة سحاب باتا».

### خروشيوفكا

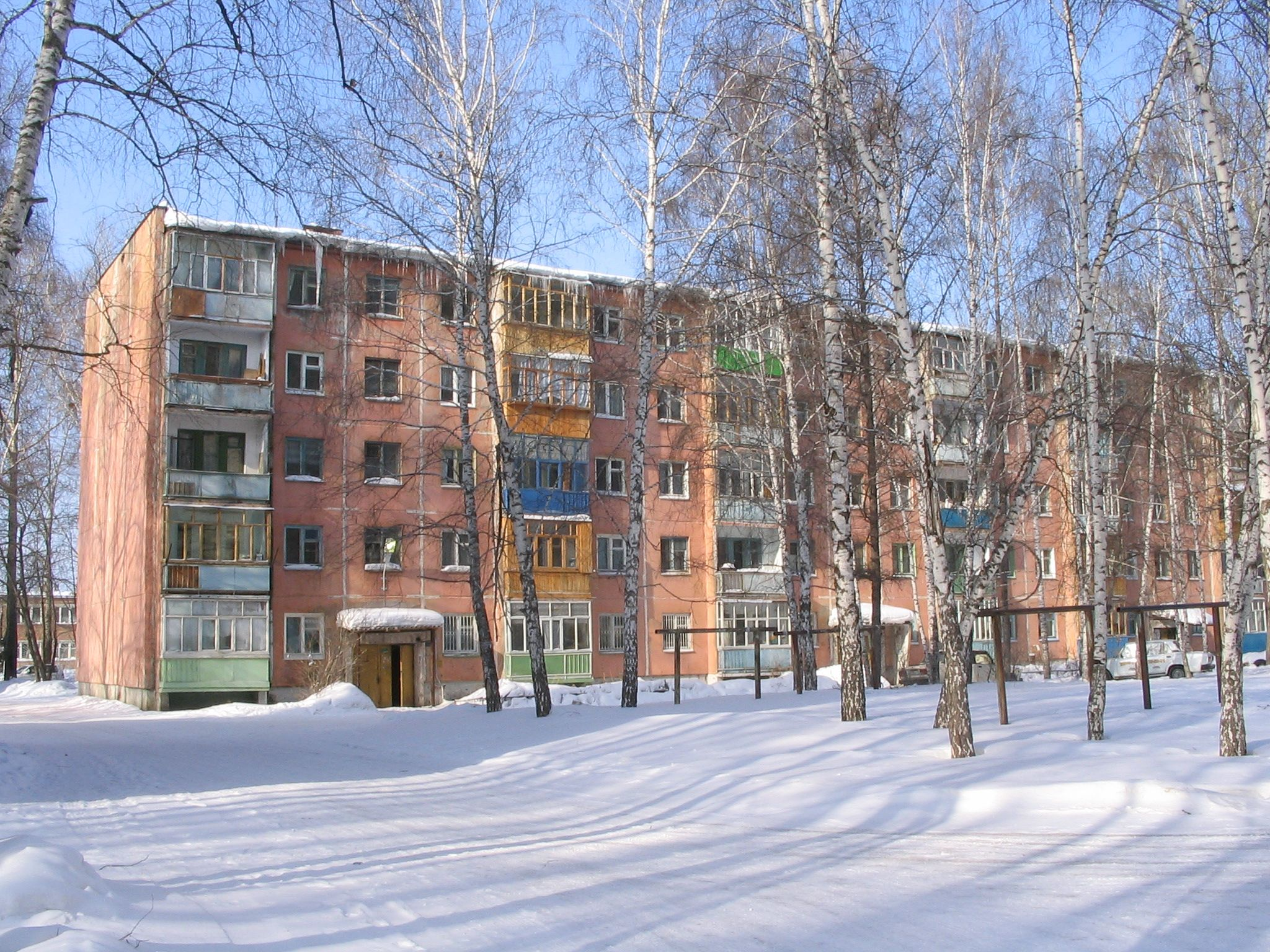
صورة منزل من الـ"خروشيوفكا" في تومسك، روسيا.

«خروشيوفكا» اسم غير رسميٍّ لنوعٍ من الخرسانة منخفضة التكلفة - مغطاةٍ بألواحٍ من ثلاثة إلى خمسة طوابقَ (مبنى سكني) طُور في الاتحاد السوفييتي خلال أوائل الستينات، في الوقت الذي كان فيه نيكيتا خروتشوف يدير الحكومة السوفيتية. كما تم تسمية المباني السكنية باسم «خروشوبا» (خروتشوف-الأحياء الفقيرة).

## الوظيفية في هندسة المناظر الطبيعية
تزامن تطور الوظيفية في هندسة المناظر الطبيعية مع تطورها في هندسة المباني. على المستوى السكني دعا المصممون مثل «كريستوفر تونارد»، و«جيمس روز»، و«جاريت إيكبو» إلى فلسفة التصميم القائمة على إنشاء مساحاتٍ للمعيشة في الهواء الطلق والتكامل بين المنزل والحديقة. على نطاق أوسع دعا مهندس ومخطط المناظر الطبيعية الألماني «ليبيريشت ميغي» Leberecht Migge إلى استخدام الحدائق الصالحة للأكل في مشاريع الإسكان الاجتماعي كوسيلةٍ لمواجهة الجوع وزيادة الاكتفاء الذاتي للأسر. على نطاق أوسع دعا «المؤتمر الدولي للعمارة الحديثة» (بالفرنسية: Congrès International d'Architecture Moderne) إلى استراتيجيات التصميم الحضري القائمة على النسب البشرية، ودعم أربع وظائف للاستيطان البشري: الإسكان والعمل واللعب والنقل.

## أشهر روادها
- لو كوربوزييه
- أدولف لوس

## الهوامش
1. ↑  الفن التشكيلي الجديد وهو نظرية فنية نشأت عام 1917 حول مجلة "النمط" (بالهولندية: De Stijl)، والممثلان الرئيسيان لها هما الفنانان "دويسبورغ" Theo van Doesburg وبيت موندريان Piet Mondriaan. لقد حددا لنفسيهما هدف تنقية الفن من العناصر التي اعتقدوا أنها لا تنتمي هناك وحاولوا تحديد وتطبيق المبادئ الأولية (وفي نظرهم العالمية) لكل شكلٍ فنيٍّ من خلال وسائلَ عقلانيةٍ.